# Historia de la industria en la Argentina

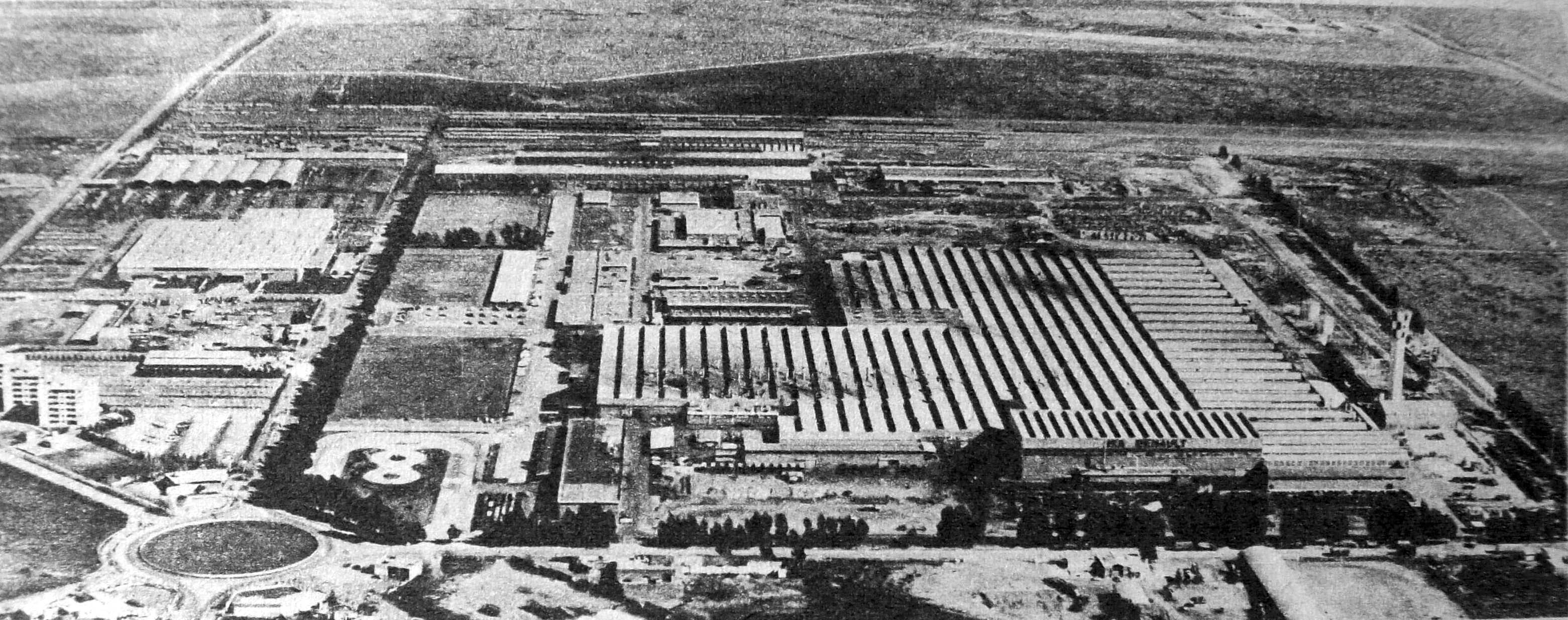
Industrias IKA Argentina (hacia 1970).

El inicio de la industria en la Argentina se remonta a la expansión económica de la generación del 80 en el marco del llamado modelo agroexportador, que consistía en la exportación de productos agropecuarios y en la importación de productos industriales, teniendo la industria una participación secundaria y complementaria. Se comenzaron a crear algunas fábricas, sobre todo aquellas destinadas a producir productos para el mercado interno y en ocasiones el externo, generalmente alimentos. Pero ningún producto de fabricación industrial llegaba a ser exportado, ni se llegaban a hacer manufacturas muy complejas. Recién durante el primer Gobierno de Hipólito Yrigoyen se establecieron una mayor cantidad de establecimientos industriales. Durante la Década Infame (1930-1943) se instalaron varios establecimientos industriales alrededor de Buenos Aires, y comenzó una fuerte migración desde el interior de la Argentina al actual Gran Buenos Aires.
El siguiente período de crecimiento industrial fue el Gobierno de Juan Domingo Perón: se crearon fábricas de equipamientos militares y se radicaron varias industrias pesadas (como las automotrices). Esas industrias surgieron a través de subsidios del Estado con el objetivo de fabricar productos exportables. El gobierno de Arturo Frondizi fue de gran expansionismo industrial: se continuaron los proyectos industriales que había comenzado el peronismo, además se radicaron mayor cantidad de industrias a través de la política de los capitales extranjeros, y se forjó el abastecimiento de materias primas como petróleo (industrias petroquímicas y combustibles), acero (industrias pesadas). Pero además se cubrió la demanda de automotores que existía en Argentina, logrando responder a esa demanda con automotores de fabricación nacional. La siguiente década de 1960 sería de gran expansión económica gracias a los avances de este periodo.
Tras la vuelta de Perón en 1973, se realizaron nuevas obras para la industria, y entre 1973 a 1974 se registró la máxima producción histórica en el sector industrial. Pero esta cayó a consecuencia de la crisis del petróleo de 1973. En 1976 la dictadura cívico-militar argentina (1976-1983) acabó con los proyectos industriales anteriores y, además, restringió o eliminó beneficios de promoción industrial y subsidios, y abrió el mercado externo sin restricciones, iniciando la destrucción del aparato productivo industrial argentino.
Las políticas de la dictadura ocasionaron un crecimiento del 600 % de la deuda externa. En 1981 se inició un largo período de ajuste, signado por la deuda y la creciente inflación. En esta década la actividad industrial se vio envuelta en ciclos intensos de altibajos en su producción. El siguiente gobierno democrático de Raúl Alfonsín tuvo que enfrentar la debilidad económica del país; lo hizo mediante el Plan Austral, el cual funcionó por poco tiempo: la inflación se disparó violentamente hacia la hiperinflación. El Gobierno de Carlos Menem, a causa de la política de convertibilidad y la reapertura de las importaciones, redujo drásticamente la rentabilidad empresaria, provocando una fuerte caída de la industria nacional. Se cerraron o privatizaron las industrias y empresas que quedaban bajo poder del Estado, como las privatizaciones de Aerolíneas Argentinas en 1990 o de YPF en 1992. El modelo neoliberal llegaría a su fin con la crisis del 2001, una de las mayores de la historia argentina.
Durante las dos primeras décadas del siglo XXI, la estructura industrial argentina creció con ciertos altibajos. Todavía es una de las mayores economías industriales de Sudamérica, pero se encuentra lejos de la estructura industrial de la década de 1960, y en una proporción alta se encuentra en manos de inversores extranjeros.

## Antecedentes en el Virreinato del Río de la Plata

Expansión territorial del Virreinato del Río de la Plata para el año 1796, en verde claro territorios inexplorados sin control efectivo. La gran extensión del Virreinato del Imperio español hacía muy complicado el abastecimiento de productos manufacturados por parte de las industrias del imperio.

En los tiempos del Virreinato del Río de la Plata no existían muchas industrias como consecuencia de la economía colonial imperante en su época, en donde las colonias cumplían la única función de abastecer de materias primas al Imperio Español, y éste no permitía el desarrollo de industrias para evitar rivalizar entre los productos manufacturados de las colonias con los europeos. Pese a ello, entre Buenos Aires y Brasil se establecieron vínculos comerciales no muy cuantiosos, pero suficientes para la subsistencia de los habitantes de Buenos Aires. Fue el obispo de Tucumán, fray Francisco de Vitoria, quien hizo efectiva la primera exportación de productos elaborados, lienzos, telillas, cordobanes, sombreros, sobrecamas, frazadas tejidas en Santiago del Estero, incipientes productos manufacturados que se embarcaron rumbo al Brasil el 2 de septiembre de 1587, fecha que ha quedado como Día de la Industria Argentina. Pero este comercio no fue tolerado por el Imperio Español y, en consecuencia, en 1595 una Real Cédula prohibió introducir en Buenos Aires mercaderías procedentes de las colonias portuguesas, quitándole a Buenos Aires su único medio de subsistencia, aparte de los navíos de registro que venían del Imperio Español, que solían ser solamente uno o dos al año. Por tal motivo Buenos Aires comenzó un contrabando casi institucionalizado, grandes cantidades de contrabandistas se instalaron en la ciudad durante los primeros años del siglo XVIII.
Existe una denuncia de un vecino de La Rioja ante el Rey de 1680 cuyo documento se conservó, y es testigo de los diferentes rubros económicos que ocupaban las gobernaciones en ese entonces:

... haya en cada ciudad su trato: en La Rioja el vino, en el valle de Catamarca el algodón...; en Córdoba del Tucumán las mulas; en Salta la ropa; en Buenos Aires mulas, vacas y ropas; en Santa Fe y Paraguay la yerba y el tabaco; en Tucumán las maderas que hacen carretas y otras obras de madera con tal que la ropa no se impida que se pueda vender donde se quiere. Y con esto estará a provincia bien puesta y cada ciudad tendrá lo que es menester porque sabrá que el género que tiene de cosecha lo ha de vender...

Este documento es testigo de cómo la región, conquistada hacía un siglo, era en ese momento una moderada productora de bienes con destino al consumo interno regional y cuyo excedente se exportaba, integrándose las ciudades del interior que antes estaban aisladas.
Las guerras que sucedieron en Europa en la época de la independencia de Estados Unidos, hicieron que el Viejo Continente tuviera una gran dependencia del cuero, único producto que se aprovechaba de la res en Buenos Aires. Botas, carruajes, fornituras, cartucheras, forros para soportes de vehículos, todo se hacía con cuero, y en ese momento no existía un proveedor tan importante de aquella materia como el Río de la Plata. Sin embargo, hacia 1795, Montevideo exportaba una cantidad de cuero similar a Buenos Aires.
El Imperio Español protegía sus industrias y las colonias, que solo se limitaban a abastecer de materias primas baratas. Así se formó el cultivo de algodón y lino, pero no para ser hilado en el Virreinato, sino en las fábricas catalanas. El imperio llegó inclusive a prohibir el cultivo de viñas, olivos y tabaco para evitar la competencia a los vinos, aceites y cigarros españoles. Si bien el fomento del comercio entre la península y el Virreinato era estimulante de por sí, lo cierto es que el deficiente aparato industrial del Imperio Español no era capaz de abastecer de productos a la enorme extensión de territorio del Virreinato que administraba.
Aunque fuese restringido, ese comercio con el imperio significaba el decaimiento de las industrias del interior del Virreinato, mientras que en Buenos Aires no había ninguna, debido a la ausencia de cultivos industriales. Los aguardientes de Cuyo, los tejidos de La Rioja, Catamarca y Cochabamba no podían resistir la competencia de los que entraban por el puerto, así fueran elaborados en fábricas como las españolas, técnicamente muy rezagadas respecto de las inglesas. Cuando sucedió la guerra entre el Imperio Español y el Imperio británico que se prolongó desde 1796 hasta 1808, por el puerto de Buenos Aires entraron muy espaciadamente los navíos que abastecían al Virreinato; fue entonces cuando florecieron las actividades manufactureras del interior. Como los efectos importados desaparecieron o sus costos eran muy elevados, desde 1796 Cochabamba, Cuzco y Corrientes abastecieron a Buenos Aires de lienzos y lanas, Tucumán enviaba arroz, Cuyo producía y enviaba vinos, de Quito venían paños y alhajas, Moquegua producía aguardientes, suelas y jabón. Como ocurriría en otras etapas de la historia Argentina, una guerra exterior producía los efectos de una política proteccionista, y aunque Buenos Aires lamentaba las magras entradas al puerto, el interior revivía sus actividades tradicionales en un nivel artesanal y doméstico en general.

## Periodo revolucionario
En los primeros años después de la Revolución de Mayo de 1810 la relación entre Buenos Aires y el interior del recientemente país constituido no era buena. Ya en 1809, un año antes de concretada la revolución, se había evidenciado que los intereses del puerto de Buenos Aires chocaban con los de las ciudades del interior. Ante el pedido para introducir mercancías por parte de los comerciantes ingleses, el virrey Cisneros pidió opinión a varios funcionarios, el síndico del Consulado dijo que "era una temeridad":

Querer equilibrar la industria americana con la inglesa; estos sagaces maquinistas nos han traído ya ponchos, que es un principal ramo de la industria cordobesa y santiagueña (...) los pueden dar más baratos y por consiguiente arruinarán enteramente nuestras fábricas y reducirán a la indigencia a una multitud innumerable de hombres y mujeres que se mantienen con hilados y tejidos.

Sin embargo, Cisneros terminó cediendo ante la demanda de los comerciantes, urgido también por problemas fiscales, pero su Reglamento de diciembre de 1809, incluyó algunas restricciones para prevenir la invasión de productos importados, estas medidas no se cumplieron y el virrey decretó medidas penas para castigar a los infractores, que no llegaron a ejecutarse debido a la Revolución de Mayo.
A partir de 1810, la aduana recaudó grandes sumas de dinero, que sirvieron a la Junta de Gobierno para salvar las primeras urgencias económicas de la revolución. El problema se acentuó con los gobiernos sucesivos. La política económica del régimen revolucionario se vio condicionada a conseguir fondos para financiar el esfuerzo bélico, pero también en mantener una buena relación con Gran Bretaña en caso de necesitar obtener algún apoyo. Al poco tiempo se evidenció que, aparte del decaimiento de la producción vernácula, hay una gran evasión de dinero metálico, puesto que el intercambio comercial entre el cuero que se producía en el país contra las mercaderías inglesas inclinaba la balanza a favor de estas últimas. Tanto la Junta como los triunviratos y el Directorio comprendieron perfectamente el daño que infligía a las pequeñas industrias del interior la política de puerto abierto, pero solo hicieron algunas excepciones, como por ejemplo con la industria de sombreros; que, no por casualidad, era una industria activa solamente en la ciudad de Buenos Aires. En poco tiempo el interior fue invadido por las manufacturas británicas; las fábricas no enviaban solamente ponchos, sino vestidos de toda clase, muebles, bebidas y hasta estribos de palo. Por 1815 comenzaron a funcionar los primeros saladeros que fabricaban carne vacuna seca.
La economía de Tucumán se había basado en el tráfico con el Alto Perú, desde el Tucumán se mandaban mulas, vino, aguardiente, ciertos tejidos, frutas secas, tabaco y yerba. Estos bienes se cambiaban generalmente en las ferias anuales de Salta, por los pesos de plata que traían del Alto Perú, esta inyección de capital metálico, circulaba por Tucumán, Córdoba, Santa Fe y Buenos Aires. A partir de la batalla de Huaqui el comercio altoperuano se interrumpió, escaseo así la moneda y paralelamente a la iliquidez aparecieron bonos, vales y falsificaciones.
Los nuevos hábitos de Buenos Aires terminaron golpeando a los productos que se manufacturaban casi artesanalmente en el interior, y que formaron parte de su primaria prosperidad, aunque en un inicio no se sintieron los efectos inmediatos, puesto que el periodo prerrevolucionario activó el consumo de ciertos productos que se elaboraban en el interior. Lo cierto es que, mientras en Buenos Aires ingresaban cuantiosas sumas monetarias por la aduana del puerto, el interior se iba empobreciendo. Mariquita Sánchez decía para 1854:

Yo he conocido a estas pobres provincias, ricas, más industriosas que Buenos Aires. La Independencia ha sido para ellas la ruina.

## Sector industrial durante el surgimiento del Estado argentino
La mayor parte de los productos industriales que se exportaron en el siglo XIX fueron meros acondicionamientos de productos agroganaderos para su embarque y exportación, no productos terminados. Primeramente el salado de los cueros y del tasajo, luego la selección, lavado y enfardado de la lana. El acondicionamiento de cueros, carnes saladas y lana significaban un valor industrial agregado, pero apenas el necesario para poder embarcarlos a su mercado consumidor del otro lado del mar. Más tarde surgieron las primeras industrias basadas en la agricultura que vendían productos terminados para el consumo: de la caña de azúcar se extraía azúcar blanco y aguardientes, de las hojas del tabaco los cigarros, de la vid el vino y bebidas destiladas; todos estos productos dependían de un sistema de transporte que no existía hasta fines del siglo. Desde finales del siglo, fueron las carnes congeladas y luego las enfriadas las que dominaron el mercado, y sólo a principios del siglo XX aparecería con fuerza la agricultura productora de granos, que no requiere otro acondicionamiento que la trilla, que se hacía en el  mismo campo en que se cosechaba.
Durante la década de 1820 se produce la expansión de los saladeros en las provincias del litoral, principalmente en Buenos Aires y Entre Ríos, siendo la principal industria hasta la década de 1850. En estos establecimientos se producían grasas, sebo, cueros y tasajo que llegó a ser exportado a los mercados esclavistas de Cuba y Brasil. Personajes como Juan Manuel de Rosas, Antonino Cambaceres, Juan Terrero, Luis Dorrego y Justo José de Urquiza se encontraban entre los más importantes propietarios de saladeros.
En el año 1830 se producen reformas en los sistemas productivos de la mano de inmigrantes europeos, los cuales aportaban conocimientos técnicos. Las fábricas en esos años en la Argentina correspondían solo a emprendimientos artesanales proveedores del mercado interno: panaderías, fábricas de fideos, jabones, licores y cervezas, se producían más que nada alimentos, pero no se exportaba nada, además era todas manufacturas básicas.
En Buenos Aires, en 1846, se inauguró el Molino Harinero San Francisco, siendo el primer molino a vapor de la Argentina y un hito en la evolución técnica del país. De la mano de inmigrantes genoveses y españoles, el barrio de La Boca se convirtió en un punto de atracción para el establecimiento de astilleros, como el Astillero Badaracco, aprovechando que las vías fluviales eran la principal forma de transporte previo a la aparición del ferrocarril.
En 1821 se inició el cultivo de la caña de azúcar en la provincia de Tucumán, con trapiches de madera para extraer el azúcar impulsados por mulas; la técnica mejora un poco con el Ingenio San Pablo de Juan Nougués en 1832; la producción de azúcar -cuyo blanqueado llevaba tres meses- apenas superaba el 3% de la producción de caña, a lo que se agrega la melaza para fabricación de aguardiente.

## La Organización Nacional y la industria a partir de 1860

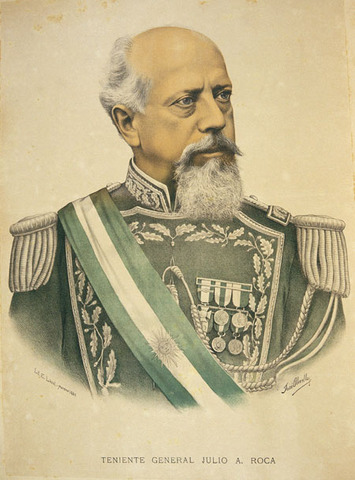
Julio Argentino Roca presidente de Argentina en dos oportunidades, fue el impulsor del modelo agroexportador (Argentina como «granero del mundo».

La década de 1860, ya en el marco de la Segunda Revolución Industrial, es el comienzo de la industria moderna en Argentina, hasta entonces prácticamente limitadas a los saladeros o industrias artesanales como la producción de tejidos de lana, harinas, aguardiente, jabones, cigarros, vinos y azúcar entre otros. La escasez de población, capitales, mano de obra calificada y transportes habían impedido la formación de un mercado nacional. Con la unificación del país, la llegada del ferrocarril y el aumento de la inmigración comienzan a establecerse las primeras fábricas modernas, principalmente en las grandes ciudades y de la mano de inmigrantes, ya que contaban con conocimientos técnicos y capitales que no tenían los nativos argentinos.
En 1859, con dinero del presidente Urquiza, se instaló el primer ingenio azucarero  mecanizado de la Argentina. Lentamente la producción fue aumentando de las 300 toneladas de 1859 a las 3000 toneladas de 1876, año en que llegó el ferrocarril a Tucumán, lo cual facilitó el siguiente ciclo de crecimiento; a pesar de ello, en 1884 todavía se importaban 35 000 toneladas contra 24 000 producidas internamente -en Tucumán, Salta y Jujuy- mientras que en 1895 se llegó a las 109 000 toneladas locales contra 5800 toneladas importadas en 1895.
A fines de 1864, el estadounidense Melville Sewell Bagley lanzó la Hesperidina, un aperitivo que se presentó como la cura a muchos problemas digestivos, corrientes en esa época. Así fue el inicio de una empresa que, con el paso del tiempo, se convirtió en una de las más importantes y tradicionales del rubro alimenticio de Argentina y un referente indiscutido en galletas. Al muy poco tiempo del lanzamiento de este novedoso producto, la Hesperidina, era un éxito. Doce años más tarde, se creó por ley, a instancias del mismo Bagley, la Oficina Nacional de Patentes y Marcas de Argentina. Como ofrenda por su acción, el 27 de octubre de 1876 se le concedió la patente número uno a su invento, la Hesperidina. Así surgió la empresa Bagley, productora de galletas y galletitas.
En 1860, el alemán Emilio Bieckert funda la primera fábrica de hielo en Argentina, que hasta ese momento se importaba desde Italia y Estados Unidos. Debido al éxito del proyecto crea a principios de la década de 1880 la primera fábrica de Cerveza en el país. De forma similar su compatriota Otto Bemberg funda en 1888 la cervecería Quilmes. Otras cervecerias creadas por inmigrantes alemanes durante estos años fueron San Carlos y Schneider, dando impulso a la producción de cebada en el país.
En el año 1872 se instala La Forestal, empresa que producía y exportaba postes y durmientes para el ferrocarril, rollizos y tanino.
En 1875 el italiano José Canale funda la panadería homónima que finalmente se transformaría en la fábrica de bizcochos Canale. En 1882 el francés León Rigolleau y su sobrino, Gastón Fourvel Rigolleau, inician la Cristalería Rigolleau, principalmente para proveer a Bieckert y Quilmes. Aunque finalmente llegaron al autoabastecimiento con excepción del carbón, debido a la falta de materias primas y de personal capacitado inicialmente debieron conseguir insumos y mano de obra en Europa.
Recién hubo que esperar a fines del siglo XIX, hasta que la industria argentina comenzara a tomar forma. En el contexto caracterizado por la división internacional del trabajo y el sistema de partrón-oro, el ya formado Estado argentino ingresa al capitalismo de la mano de sus materias primas. Contando con la pampa húmeda, el país se sirvió de ella como una gran generadora de divisas en el mercado mundial, el cual, basándose en el modelo agroexportador, consistía en la venta de grandes cantidades de materias primas, sobre todo las más requeridas en el exterior, como la carne y diversos cereales. Los países ricos pagaban grandes precios por estos productos, lo cual permitía satisfacer las demandas de productos manufacturados con estos ingresos, importándolos. Por estas políticas existían muy pocos establecimientos industriales, ya que todas las manufacturas se compraban.
Ahora bien, no solo de las divisas vivía Argentina. En la década de 1880, el país contrajo un fuerte déficit comercial, lo que tuvo que ser balanceado por empréstitos (también llamada deuda externa) que, en el contexto de crisis internacional (arrastrada desde 1873), contribuyó a que el Estado pudiera importar los bienes manufacturados. El fin del préstamo externo fue uno de los elementos que ocasionó la crisis de 1890.

### Crisis del 1890

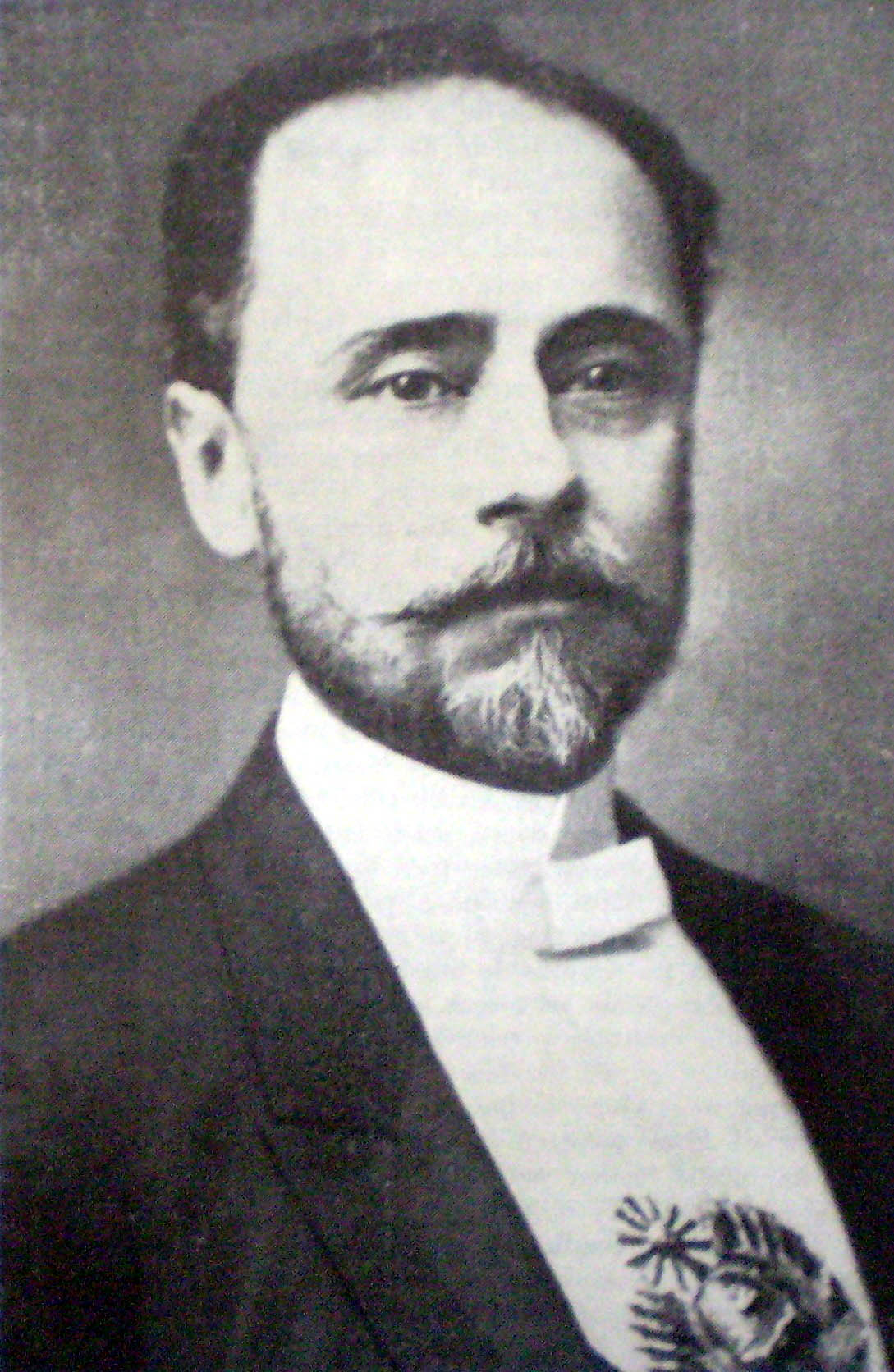
La crisis de 1890 provocó algunos alzamientos en contra del gobierno de Miguel Juárez Celman, este renunció faltando dos años para terminar su gestión.

En un determinado momento, las exportaciones de aquellos productos que se producían en Argentina, bajaron, ya que otros países comenzaron a producirlas en mayor cantidad, y a menor costo. Argentina perdió su ventaja relativa en la venta de granos y carnes, lo que desembocó en una aguda crisis económica en 1890. Se produjeron algunos alzamientos políticos en la Ciudad de Buenos Aires con la intención de derrocar al gobierno de turno, aunque no lo lograron, el presidente Miguel Juárez Celman renunció ante la prensa.
Tras la renuncia de Celman, asumió el vicepresidente Carlos Pellegrini, quien ya había manifestado ideas industriales cuando fue periodista del diario La Prensa; en donde su tesis de graduación El derecho electoral cuestionaba el modelo agroexportador que mantenía el país, en cambio, él apuntaba a un modelo más industrializado. Puso como condición para asumir el cargo, que un grupo de banqueros, estancieros y comerciantes argentinos suscriban un empréstito de quince millones de pesos para hacer frente a los vencimientos externos. Todo ese capital se logró juntar; una vez reunido, se inaugura la gestión con medidas de ajuste y austeridad, se nacionalizaron las obras sanitarias privatizadas antes por Celman, se creó el Banco de la Nación Argentina y la Caja de Producción para dar requisitos a los inversores.
En el siguiente fragmento de un discurso de Pellegrini se ve su tendencia a la industrialización:

Si el libre cambio desarrolla la industria que ha adquirido cierto vigor y le permite alcanzar todo el esplendor posible, el libre cambio mata la industria naciente. La agricultura y la ganadería son dos grandes industrias fundamentales; pero ninguna nación de la tierra ha alcanzado la cumbre de su desarrollo económico con solo estas industrias. Las industrias que las han llevado al máximum de poder son las industrias fabril, y la industria fabril es la primera en mérito y la última que se alcanza, porque ella es la más alta expresión del progreso industrial.
Discurso parlamentario por Carlos Pellegrini.

La solución a este problema consistió en realizar un cambio del modelo económico del país, y pasar del sistema agrario un sistema más industrial, alentando la producción de nuevos bienes y creando mayor riqueza, imitando los planes de desarrollo de otros países.[cita requerida]

### Cambio del modelo económico
Así los primeros pasos industriales fueron por los saladeros, los cuales procesaban y exportaban carne y cueros. Estos fueron instalados a partir de 1810 en las zonas más urbanas del país, como en las provincias de Buenos Aires, Santa Fe y Entre Ríos. Los elementos y métodos de procesamiento eran simples y rudimentarios en sus comienzos.
Con el desarrollo del ferrocarril se buscó desarrollar el trasporte argentino, imitando lo sucedido con la industria siderúrgica en el Reino Unido[cita requerida]. Esto originó un mejoramiento del sector agrario argentino y un desarrollo del sector metalúrgico británico, dado que se compraban locomotoras, rieles y equipos a fábricas de este origen. Se creó una de las redes ferroviarias más extensas del mundo.

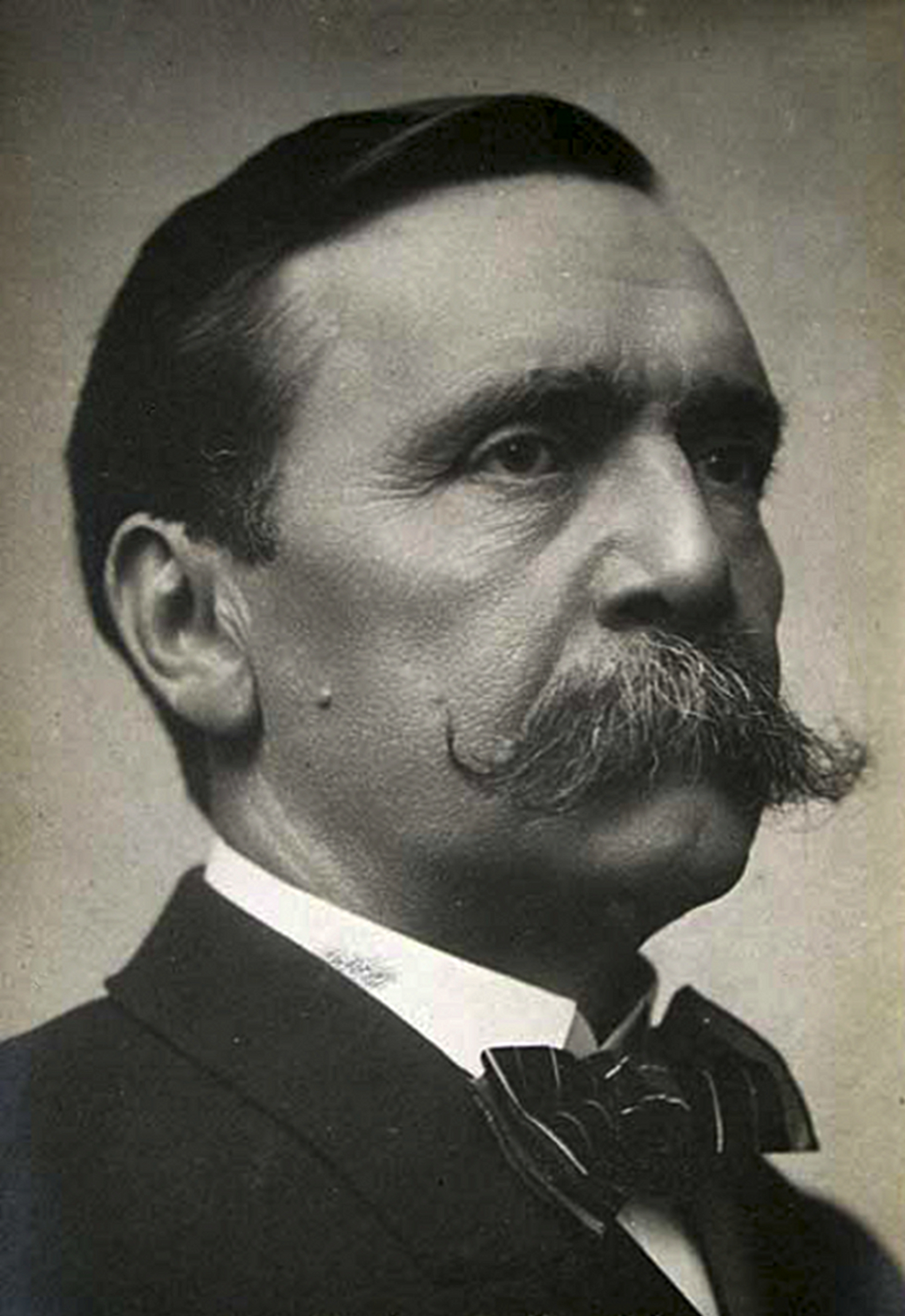
El presidente Carlos Pellegrini tuvo la tarea de encontrar una solución a la crisis de 1890; logró salir de ella aplicando medidas de austeridad y creó el Banco de la Nación Argentina para una mayor organización de las divisas. Fue uno de los primeros precursores -probablemente el primero- de ideas industrialistas en la Argentina.

El gobierno buscó generar la expansión ferroviaria invirtiendo directamente en la construcción de ferrocarriles (ferrocarril del Oeste) y equipándolos con rieles y material rodante de fabricación nacional, mientras los elementos ferroviarios eran traídos de Inglaterra. 
El rubro textil también se expandía, y en 1885 se instaló en Buenos Aires la Fábrica Argentina de Alpargatas, compuesta de capitales nacionales e ingleses, pero con mayoría de este último, también a través de la asociación entre el fabricante de calzado Juan Echegaray, con el productor de máquinas y telas Roberto Fraser. Asombraba por su tecnología y capacidad, dando ocupación en sus primeros años a quinientos treinta operarios. Por su tamaño, esta empresa dominaba la actividad en la Argentina, primero en la fabricación de alpargatas y luego en otros productos en que fue diversificándose. Para 1928 la fábrica tenía una capacidad de unos setenta mil m².
Un censo de 1887 de la ciudad de Buenos Aires afirma que existen unos cuatro mil doscientos establecimientos de los cuales solo quinientos sesenta tenían fuerza motriz (indicador esencial de la producción fabril), el resto eran manufacturas o artesanías menores. La fuerza motriz instalada en estos quinientos sesenta establecimientos era de seis mil HP en total. Se destacaban la fábrica de alpargatas, los talleres del arsenal militar y La Estela, dedicada a la producción de aceite. Esta última abastecía un tercio del consumo interno de aceites.
El 7 de febrero de 1887, mediante la agrupación de dos entidades, se fundó la Unión Industrial Argentina, contando con 877 socios.
En 1889 se instala una nueva planta textil, La Primitiva. Se dedicaba a la fabricación de sacos de vestir y lonas impermeables. En 1892 el informe del ministro del interior señalaba 296 nuevas fábricas, las cuales sumaban unos doce mil puestos de trabajo.
En 1901 se funda la láctea La Martona, que dominaría el mercado de los derivados de la leche vacuna. Ese mismo año se funda Río de la Plata Flour Mills and Grains (Molinos Río de la Plata) en lo que hoy es Puerto Madero.
Acompañando el desarrollo del ferrocarril se mejoraron los puertos, lo que posibilitó la exportación de carne a Inglaterra principalmente por parte de algunos frigoríficos, como ser Bovril, Swift, Leibigs. Que para fines de la década de 1920 terminaría en la llamada guerra de carnes, según el origen de su capital (estadounidenses, británicos, argentinos), quedando la industria dominada por los norteamericanos por mejor tecnología.
En 1908 se fundó la Compañía Azucarera Ledesma, tres años después Enrique Wollmann y Carlos Delcassé adquieren el total de las acciones de la azucarera.
La famosa empresa argentina Siam Di Tella surgió en 1911, dedicada al área metalmecánica; desarrolló una máquina para amasar pan en el preciso momento en que se suprimió el trabajo manual del amasado de pan. Esto le ofrecía un mercado estimado de setecientos máquinas en Buenos Aires y aproximadamente cinco mil en el país, las cuales eran dimensiones adecuadas para el rápido crecimiento del negocio que vio Torcuato Di Tella. Pronto comenzó a vender entre cien y doscientos máquinas por año, y algunas se exportaron a Brasil.
En mismo año se instala Remington Rand, fábrica de máquinas de escribir de capitales estadounidenses.
En 1912 un joven llamado Felipe Fort de doce años de edad, con solo una bolsa de cacao y una piedra para refinarlo, fundó la empresa argentina Felfort, actualmente en funcionamiento, y una de las líderes en el mercado de chocolates y golosinas.
En 1913 se instala Ford Motor Company en el barrio de La Boca, con la intención de abastecer a toda Sudamérica. En 1917 inicia la producción del modelo Ford T.
En 1915 se instala Kodak, también de capitales estadounidenses.
Hacia 1910 esta producción industrial abarcaba un sector bastante amplio de bienes de consumo que le daban a la actividad fabril una participación en el PBI mayor que la del sector agrícola o ganadero considerados estos en forma separada.
Según datos de censos nacionales, en 1895 había 22.204 establecimiento industriales, y para 1914 había 48.779 establecimientos, evidenciando un crecimiento de 120% en el periodo.
Para 1913 la industria representaba el 15% del PBI. La potencia instalada ascendía a doscientos setenta mil HP; a esa cifra se le debe agregar los cuatrocientos mil HP instalados en las usinas de electricidad y en servicios públicos.

## Industria durante la República radical

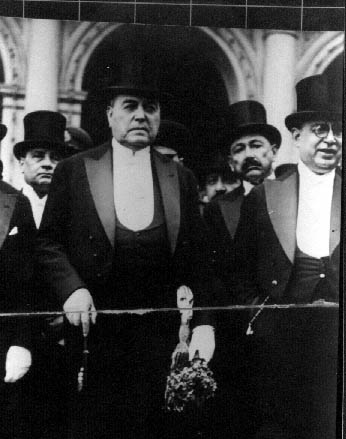
Durante la presidencia de Hipólito Yrigoyen se creó YPF, surgieron los primeros sindicatos, y se radicaron las primeras grandes industrias.

En 1916 se produjeron las primeras elecciones, por primera vez en la historia bajo el régimen de voto secreto, universal y obligatorio, siendo elegido Hipólito Yrigoyen como nuevo presidente de Argentina. Durante su presidencia aumentó la actividad de los sindicatos, que ya existían desde hacía décadas pero a los que se les había respondido siempre con represión. El nuevo gobierno atenuó los actos de represión, de modo que los sindicalistas presionaron cada vez más al gobierno para cambiar las formas de trabajo, como también para reducir la jornada laboral. Caso de ejemplo claro de ello, fue la lucha protagonizada por los trabajadores de la Provincia de Santa Cruz denominada Patagonia rebelde.
Se impulsó una política de expansión y fortalecimiento de los ferrocarriles estatales, y se implementaron acciones tendientes a controlar las poderosas empresas ferroviarias extranjeras. Se concretó la construcción del actualmente llamado Tren a las Nubes (Huaytiquina), conectando Salta con el océano Pacífico en Antofagasta (Chile), a través de la cordillera de los Andes, una gigantesca obra de ingeniería.
Sin embargo, Yrigoyen debió enfrentar los problemas derivados de la Primera Guerra Mundial. Su política fue mantener la neutralidad, que implicaba en términos económicos continuar con el abastecimiento de los aliados, clientes tradicionales. Las naciones en guerra demandaban alimentos baratos, como algunos artículos industriales tales como frazadas y carne enlatada, cuyas exportaciones se triplicaron durante el periodo 1914 a 1920. Se estancaron, en cambio las exportaciones de maíz y carne refrigerada (de mejor calidad que la enlatada). A su vez se frenaron las importaciones de manufacturas industriales que antes se producían en Europa, ya que los países participantes de la contienda centraron sus recursos en la industria bélica. Este hecho produjo que empezaran a surgir industrias para producir aquellos productos que antes eran importados. Entre 1914 y 1921 creció el comercio con Estados Unidos, ya que Inglaterra y los demás países Europeos carecían de productos para ofrecer a la Argentina.
Los precios del mercado internacional comenzaron a descender muy lentamente a partir de 1914, mientras que los productos manufacturados que Argentina importaba, empezaron a costar más caros en relación con el precio de los cereales. Así se fue creando una situación cada vez más difícil que condujo a una crisis general de la economía, cuyo mayor exponente fue el año 1929, en el marco de la crisis internacional. La economía argentina durante el periodo radical de 1916 a 1930 estuvo caracterizada por una industria con poco desarrollo, que había crecido durante la Primera Guerra Mundial, pero que se comprimió después, una organización fiscal que obtenía casi todos sus recursos a través de derechos aduaneros, y un presupuesto casi normalmente deficitario. Por otro lado la industria sufrió las consecuencias de la caída de los salarios reales por efectos de la inflación y del incremento del desempleo, que deprimió la demanda agregada. Las industrias que necesitaban de insumos importados como las metalúrgicas, de cerveza y galletitas, entraron en crisis. La disminución más severa la sufrió el sector de la construcción, que se encontró con la paralización de obras de infraestructura (ferrocarriles, por ejemplo) que significó una caída en su producción del 82 %. Mas dramática fue la caída de las importaciones, al punto que en 1915, estas fueron la mitad respecto de las exportaciones.
En el rubro metalúrgico surgieron las empresas Tamet y La Cantábrica, la primera nació como un pequeño taller (en la década de 1880) y siguió creciendo hasta convertirse en la mayor empresa metalúrgica de América del Sur en la década de 1920. En esos momentos el parque automotor era de 48 000 unidades, un promedio de 187 habitantes por automóvil. También se destacaban la fábrica de sanitarios (existente hoy en día) Ferrum, tres fábricas de bolsas de arpillera y la Compañía General de Fósforos. La empresa CATE (de capitales alemanes), dominó el mercado de generación de energía eléctrica de la ciudad de Buenos Aires en pocos años.

### Vuelta a la paz económica
El 12 de octubre de 1922 asumió el doctor Marcelo Torcuato de Alvear. Su periodo de gobierno coincidió con el fin de la crisis mundial de la posguerra, lo cual permitió mejorar la economía y las finanzas, sin mayores problemas. Durante el periodo de Alvear, el PIB aumentó llegando a superar al de Canadá (2.65 %), Estados Unidos (2.16 %) y Australia (1.64 %). Estos números significaron los más elevados de toda la economía argentina, alcanzando su punto máximo en 1928, cuando Alvear dejó el gobierno, año en el que el PIB de Argentina se ubicó en el sexto puesto en la escala mundial, dado por la baja densidad de población, significando esto una alta concentración de la riqueza.

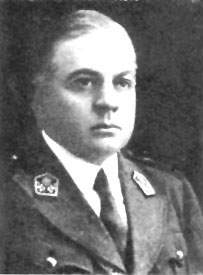
El General de División Enrique Mosconi, primer presidente de YPF.

La economía argentina alcanzó durante su gobierno la situación más próspera en su historia hasta ese momento, debido principalmente a una favorable situación externa, con la reactivación posterior a la Primera Guerra Mundial. En este período, el gobierno de Alvear se centró en las políticas agroexportadoras, en carnes y cereales, hubo un gran crecimiento en las áreas sembradas con cereales. En 1923 se creó el primer frigorífico estatal (que más tarde se llamó Frigorífico Lisandro de la Torre), con la intención de poner fin a las maniobras que existían en los frigoríficos estadounidenses.
Existía una necesidad de satisfacer la demanda de productos para la defensa nacional, y al no existir en Argentina industrias privadas que pudiera cumplimentarla, en 1923, se proyectó la creación de un conjunto de fábricas militares. La opinión pública recibió con beneplácito esta idea, dada que la misma evidenciaba el propósito de realizar el abastecimiento de material de guerra sobre la base de un potencial industrial propio, que liberara al país de la dependencia del exterior, y otorgara suficiente libertad de acción en caso de emergencia nacional bélica.
En 1922 se inició la construcción de la planta automotriz General Motors, siendo en 1924 que Hampton y Watson comenzaron con el armado de las primeras unidades del automóvil Doble Phaeton de la General Motors Argentina. La empresa logró vender en sus primeros nueve meses 6663 unidades. Tan solo un año después, la estatal YPF instaló el primer surtidor de nafta, en la ciudad de Buenos Aires.  

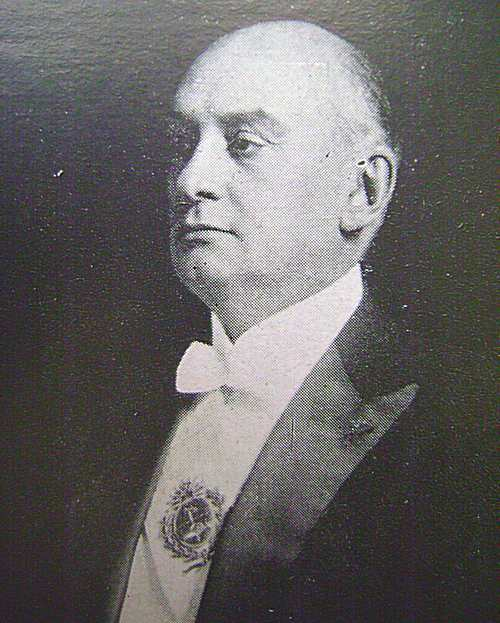
El presidente Marcelo Torcuato de Alvear fue el responsable de uno de los periodos más pacíficos y prósperos de la historia argentina.

En 1925 Carlos Ballester consiguió la licencia para radicar en Argentina la marca Hispano Suiza. El acuerdo era importar vehículos en la primera etapa, para después fabricarlos en el país. Pocos años antes, Ballester junto a su socio Eugenio Molina, habían instalado una planta para la producción de armas automáticas. A fin de poder hacer actividades industriales conjuntamente, ambos construyen en Campichuelo al 250, barrio de Caballito, una planta de cinco mil m², con equipamientos con la más alta tecnología de aquella época. Así se establece la sociedad Hispano Argentina Fábrica de Automóviles S.A. (HAFDASA), destinada a la producción de automotores y motores Hispano Suiza, también fabricaban piezas y repuestos para esta y otras marcas de todo tipo de automotores. Entre los modelos fabricados se destaca el H6 uno de los más famosos y avanzados de su tiempo. Contaba con árbol de levas en culata y un poderoso sistema de frenos con cuatro tambores y servofreno, cuya patente fue aplicada por famosas marcas europeas como Rolls Royce. Se estima que se construyeron unas doscientas unidades de la versión local. En 1933, se produjeron los primeros motores nafteros destinados fundamentalmente a equipar vehículos de transporte de cargas y de pasajeros de diversas marcas. Se calculó que en el año 1928 el número de automóviles de Argentina era superior al de Francia.
En 1926 hubo una profunda crisis en la industria azucarera tucumana, lo que desembocó en una huelga iniciada por los cosechadores de caña (amparados por la Federación Agraria Argentina), a los que se unieron más tarde los obreros de los ingenios. Durante la huelga se produjeron asaltos a trenes de carga, cañaverales e instalaciones industriales. Al año siguiente, Alvear intervino a través de un laudo, que estableció un precio promedio de venta de la caña al ingenio, e instituyó un organismo provincial para resolver los conflictos de allí en adelante. El resultado fue apreciado como abiertamente favorable para los cañeros. Durante sus giras políticas en la década de 1930, esta política la tomaría como ejemplo de justicia social.
En octubre del año 1927 se construyó la Fábrica Militar de Aviones, esta fue la primera empresa de alta tecnología en Argentina. 
Además, de algunas ya mencionadas, en este periodo desembarcan las siguientes empresas norteamericanas fundamentalmente y algunas europeas: en 1919 Standard Electric, 1920 General Electric, 1922 Standard Oil, 1927 Colgate Palmolive, 1928 Refinería de Maíz. Y, entre varias más, otras como Nestlé, Toddy, Royal Dutch, Otis Elevators, Atkinson, Pirelli, Goodyerar, Chrysler, IBM.
Para fines de este periodo la industria presentaba la siguiente estructura: alimentos y bebidas (36,6%), imprenta y editoriales (9,8%), confecciones (6,9%), piedras, vidrio y cerámicas (6,9%), artículos de cuero (6,5%), prodúctos químicos (5,7%), metales y sus manufacturas (4,5%), productos de madera (3,2%), textiles (2,9%), vehículos y maquinaria (2,9%), otros (resto).
En 1930 la participación de la industria en el PBI era de 18,6%.
La producción de azúcar anual alcanzó en estos años las 28 916 toneladas.

## Industrialización por sustitución de importaciones
Yrigoyen vuelve a ganar las elecciones en 1928, pero es derrocado en 1930, dando inicio con la dictadura de José Félix Uriburu a la década infame. En ese momento el parque automotor era de 435 822 unidades, a un promedio de 27,6 habitantes por automotor. En la Argentina de 1930 los ingresos del Estado se habían desequilibrado debido a la brusca caída de la recaudación de impuestos a la aduana, ya que no ingresaban productos importados. La ausencia de créditos internacionales, la falta de medios por parte del Estado para afrontar los gastos y obligaciones, generó que las importaciones disminuyeran. Pese a este negativo panorama, sería en este momento en donde la economía comenzara a despegar.
Al haber una ausencia de importaciones, existía una demanda de ciertos productos de consumo que no se cubría, lo que llevó a un crecimiento de la actividad industrial. Dicho crecimiento fue tan grande que alcanzó a ocupar espacio de las importaciones dejado por los productos extranjeros. Esto sucedió porque existía una amplia disponibilidad de mano de obra barata y de capitales, muchos de los cuales se habían acumulado gracias al exitoso sector agro, pero como este se encontraba también en crisis, esos capitales se orientaron en levantar industrias, casos fueron Bunge y Born que instaló la textil Grafa y otras empresas como Torquist y Leng Roberts.
Al principio la repercusión negativa de la Segunda Guerra Mundial había cerrado los mercados a la Argentina pero más tarde estos mercados se abrieron, como fue el caso del rubro textil, que además produjo el despegue de la actividad algodonera en el Chaco. Con esta nueva política industrial se tuvo que llevar a las plantas de producción existentes a su máxima capacidad, y se exigió lavar la lana producida en el país, ya que hasta entonces se exportaba sucia, lo cual aportaba menos ingresos y traía mayores costos de fletes. Sin embargo el avance de esta industria se detuvo posteriormente a esta guerra, dado que los países europeos protegieron sus industrias con aranceles. En un principio el crecimiento de la industria no era apoyado por el Estado, el mismo se encontraba más preocupado alentando la producción agraria. Como la actividad había crecido considerablemente el gobierno hizo un censo industrial en 1935: en Argentina existían 40 606 establecimientos industriales, los cuales en total albergan a 590 000 trabajadores, para así orientarse en una política de apoyo industrial. En el citado año, por primera vez en la historia del país, la producción industrial fue mayor a la agrícola.
Por febrero de 1933 se construye la filial en Argentina de la fábrica de los prestigiosos instrumentos de escritura Pelikan, cuando en un principio estos productos eran importados ahora los mismos eran fabricados en Argentina, bajo los mismos estándares y normas de calidad que en la planta alemana.
En 1935 se instala la fábrica de lámparas incandescentes OSRAM del químico vienés Carl Auer von Welsbach en la ciudad de Buenos Aires, en la calle Luca. Por junio de ese año se instala la empresa Philips orientada también en la fabricación de lámparas incandescentes, para más tarde comenzar a producir electrodomésticos surtidos. Para 1938 esta empresa se comenzó a expandir por toda la Argentina, por grandes centros urbanos como Rosario, Tucumán, Córdoba, Mendoza, Bahía Blanca, Concordia e incluso la ciudad petrolera de Comodoro Rivadavia. La línea de receptores de radio llega a la decena de modelos, en ese año nace FAPESA (Fábrica Argentina de Productos Eléctricos), canalizando la actividad fabril mientras Philips se encarga de la comercialización.
Firestone comienza a fabricar neumáticos en Argentina en 1932, mientras que Chrysler comienza a ensamblar autos en y la compañía Hispano Argentina fabrica los primeros motores diésel en Argentina y Latinoamérica en 1936.
El 9 de octubre de 1941 se creó la Dirección Nacional de Fabricaciones Militares. En el año 1944 se creó el Banco de Crédito Industrial para dar créditos a los sectores industriales. Pero interferencias políticas obligaron al Banco a dar los créditos a las empresas argentinas más tradicionales.
La industrialización fue necesariamente limitada y no rebaso los límites que le asignaba el sector dominante. [cita requerida] esta etapa marco, sin embargo, un intenso crecimiento de la producción y una rápida acumulación de capital. Es importante mencionar también, que la industrialización aceleró el proceso de migraciones internas: grandes masas de población rural, empujadas por la crisis agrícola, se volcaron hacia los centros industriales, especialmente la capital.
| Evolución de la industria                                                                                          | Evolución de la industria     | Evolución de la industria | Evolución de la industria |
| Año | Establecimientos industriales | Número de trabajadores    |                           |
| --- | ----------------------------- | ------------------------- | ------------------------- |
| 1935 | 40 606                        | 590 000                   |                           |
| 1937 | 49 375                        | 730 000                   |                           |
| 1938 | Sin datos                     | 760 000                   |                           |
| 1939 | 53 927                        | 785 000                   |                           |
| 1940 | Sin datos                     | 813 000                   |                           |
| 1941 | 57 978                        | 913 000                   |                           |
| 1942 | 60 500                        | 955 000                   |                           |
| 1943 | 65 000                        | 980 000                   |                           |
| Fuente: P. Cantón, J. L. Moreno y A. Ciria. (1972) La democracia constitucional y su crisis. Buenos Aires, Paidós. |                               |                           |                           |

### Hacia la industrialización

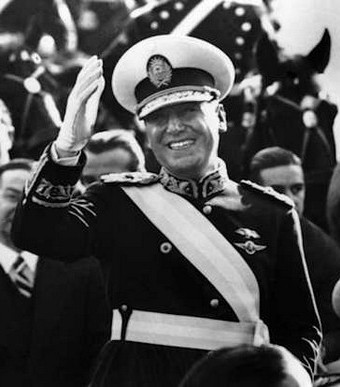
Durante el gobierno Juan Domingo Perón se crearon varias fábricas de equipamientos militares, y radicaron varias industrias pesadas como las automotrices, entre otras. Esas industrias surgieron a través de subsidios del Estado.

En 1946 asumió la presidencia el general Juan Domingo Perón. Durante su gobierno se realizaron importantes obras para la industrialización del país. El gobierno subsidió a molinos harineros, refinerías de aceites, fábricas y plantas de quebracho que eran sectores envejecidos y tradicionales. Apenas dos años después de asumir el gobierno Perón intervino todas las empresas del Grupo Bemberg, eso incluyó nacionalizar Palermo como Cervecería Palermo Empresa Nacional. Durante la gestión de Perón se crearon varias fábricas de equipamientos militares, y también se radicaron varias industrias pesadas como las automotrices. Se instalaron grandes fábricas metalmecánicas, para la producción de motores, automotores, locomotoras y aviones. Además de crear la Fábrica Militar de Aviones en IAME (Industrias Aeronáuticas y Mecánicas del Estado) y luego en DINFIA (Dirección Nacional de Fabricaciones e Investigaciones Aeronáuticas).
El 30 de noviembre de 1951 se crea en Córdoba la Fábrica de Motores y Automotores, y el 28 de marzo de 1952 se crea Industrias Aeronáuticas y Mecánicas del Estado (empresa autárquica).
Entre 1947 y 1949 se firmaron contratos con el Reino Unido para regular el comercio bilateral, Argentina lograba con ellos una cuota para carne a cambio de comprar bienes británicos. En los primeros años el crecimiento fue veloz,
alcanzando un pico del 11% en 1947, la política económica instrumentada por el gobierno y la posguerra, se combinaron para
provocar una breve pero intensa etapa de auge entre 1945 y 1948, en la que esos agregados crecieron en
forma acelerada. La producción, por ejemplo, se elevó casi un 30%, el consumo, que entre 1930-1934 y
1946 se había expandido un 55%, se incrementó en un 18,5% entre 1946 y 1949. La inversión, deprimida
durante la guerra, prácticamente se duplicó entre 1945 y 1948. (Rapoport, 2010).

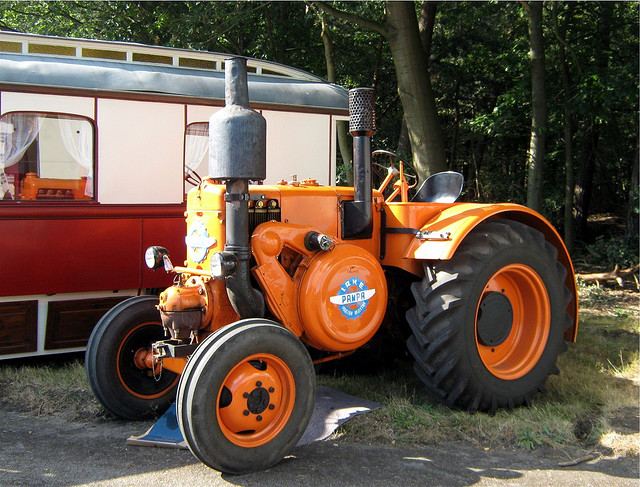
Tractor Pampa, producido por IAME desde 1952, la industrialización acelerada de este período permitió la tecnificación y modernización del campo argentino.

En el año 1952 la empresa argentina Siam Di Tella comenzó la producción de motonetas, que despertó una enorme demanda latente por este artículo. De esta forma comenzó fabricando el 20 % de las motonetas en el país, e importando el 80 % restante, a la espera de instalar el resto del equipo y maquinaria necesario. Muy poco después en 1953 se empieza a fabricar las motocicletas Puma.
Se firmó en 1953 la ley n.º 14.122 que trataba de regular los flujos de fondos y de otorgar garantías jurídicas a sus propietarios; su principal objetivo era atraer empresas a la producción metal mecánica en Córdoba en asociación con la Fábrica Militar de Aviones. Se logró la privatización de la fábrica de tractores que FMA estaba instalando, quedando a cargo de la multinacional Fiat, antigua proveedora de la FMA. También en Córdoba se instaló una fábrica de automóviles denominada Industrias Kaiser Argentina. Ambas empresas obtuvieron créditos generosos de parte del Banco Industrial, garantías de reserva del mercado interno e instalaciones, equipos y personal calificado, logrando así beneficios desde el primer año de actividad. Estos fueron los mayores frutos de expansión industrial asociada con el capital externo, creando el primer y mayor polo metal mecánico del país hasta el momento.
La empresa argentina Siam se expandió mayormente debido sus ventas exitosas en productos como las motonetas, ventiladores y otros electrodomésticos, que demandaba con avidez la sociedad local. Su capacidad industrial le permitió iniciar en 1948 la producción de heladeras a un ritmo de 11 000 anuales, para alcanzar las 70 000 unidades diez años más tarde.

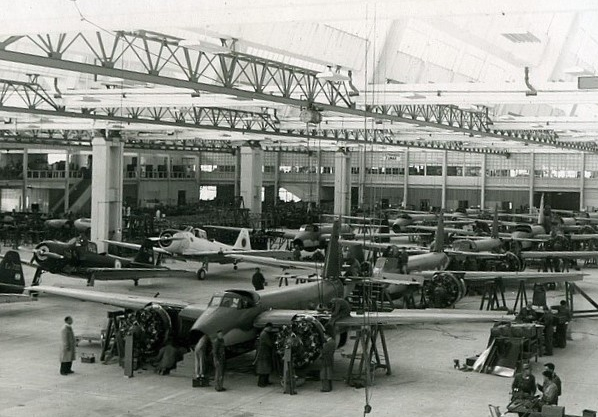
Fábrica Militar de Aviones, Córdoba, 1950.

Desde mediados de la década de 1930 en Argentina se había iniciado un amplio proceso de industrialización, básicamente con eje en Buenos Aires y las industrias textil y de la alimentación. Para mediados de la década de 1940 el sector industrial comenzó a expandirse hacia la industria metalmecánica, de la mano de grandes emprendimientos siderúrgicos, como Altos Hornos Zapla y el desarrollo de centrales de energía hidroeléctrica, como las que se instalaron en la provincia de Córdoba, desde la gobernación de Amadeo Sabattini.
A comienzos de la década de 1950 era evidente que la industria argentina desarrollada sobre la base de la sustitución de importaciones tenía serios problemas en el sector de la industria pesada, en particular la producción de automotores. Ante esta situación el presidente Juan Domingo Perón se reunió con representantes de industrias automotrices extranjeras, expresándoles el interés del país en contar con fábricas de producción de automóviles. Los empresarios sin embargo, consideraron que la Argentina no estaba todavía preparada para ello y que era conveniente seguir importando elementos para proceder a su armado en el país, y tal vez pensar en la fabricación nacional de algunas piezas.[cita requerida] Ante ello el Brigadier Juan Ignacio San Martín le propuso al presidente Perón:

Señor, si usted me permite, yo le voy a fabricar automóviles en el país.
Brigadier San Martín.

asimismo, San Martín gestionó el ingreso al país de un importante grupo de profesores del Politécnico de Turín, con los cuales se creó la Escuela de Ingeniería de la Fuerza Aérea Argentina. Este personal académico también formó parte del claustro de la Facultad de Ingeniería de la Universidad de Córdoba.
También se fabricaron los aviones I.Ae. 22 "DL" de entrenamiento avanzado, el I.Ae. 24 Calquín de bombardeo y ataque, el I.Ae. 23 de entrenamiento primario, el bimotor de caza I.Ae. 30 Ñancú. Completan ese período el planeador de asalto I.Ae. 25 Mañque, el motor de aviación «El Gaucho», el cohete teledirigido AM-1 Tábano y aeronaves de instrucción elemental y de uso civil: el Colibrí, el Chingolo, y el F.M.A. 20 Boyero. La concreción de estos proyectos aeronáuticos motivó la formación de una importante red de proveedores de partes de alta calidad, y como consecuencia, la creación del parque industrial que fue la base del posterior desarrollo y despegue industrial de Córdoba.

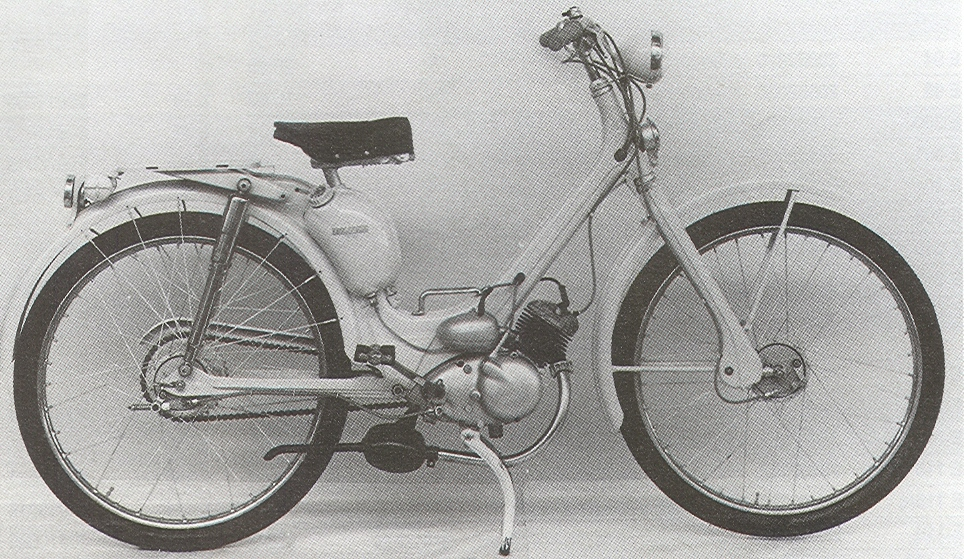
Una motoneta Siambretta modelo 1948.

En la década de 1950 precisamente en la Ciudad de Córdoba, comenzaron a instalarse grandes fábricas metalmecánicas, para la producción de motores, automotores, locomotoras y aviones. Entre ellas se encuentran la fábrica Fiat (1955), IKA (Industrias Kaiser Argentina 1955) y la transformación de la Fábrica Militar de Aviones en IAME (Industrias Aeronáuticas y Mecánicas del Estado) y luego en DINFIA (Dirección Nacional de Fabricaciones e Investigaciones Aeronáuticas).
La iniciativa de instalar un polo automotriz en Córdoba provino del entonces Ministro de Aeronáutica, el Brigadier Juan Ignacio San Martín quien se había desempeñado como gobernador de Córdoba de 1949 a 1951, y había profundizado las políticas industrialistas que esa provincia venía impulsando desde mediados de la década de 1930.
A raíz de ello se creó primero en Córdoba la Fábrica de Motores y Automotores luego llamada de Automóviles hasta que nace IAME, sobre la base de todos los bienes hasta entonces afectados al Instituto Aerotécnico de Córdoba. Sus fábricas eran diez: de Aviones de motores de reacción, instrumentos y equipos, paracaídas, hélices y accesorios, máquinas y herramientas, automóviles, tractores y motocicletas.
La transformación económica de Córdoba impactó fuertemente en la composición demográfica de la ciudad y a partir de ese momento se convirtió en uno de los principales centros industriales del país, como también se transformó en una de las ciudades más pobladas de la Argentina.

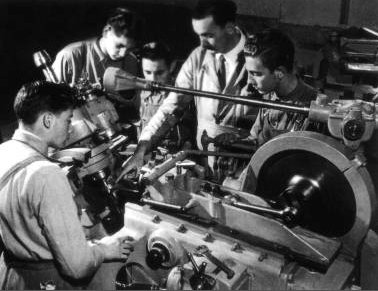
El IAME fue creado para promover la fabricación de aeronaves y automóviles en 1951.

La etapa del IAME tiene un gran éxito que se ve detenido con el derrocamiento en 1955 del gobierno constitucional del General Perón a manos de la autodenominada Revolución Libertadora. Juan Ignacio San Martín es desplazado de su cargo por el nuevo gobierno, y se muda a los Estados Unidos, donde fallece en 1966.
Sin embargo la industrialización en este periodo se desarrollaba a través de subsidios a las empresas en algunos casos las industrias no fueron capaces de abastecer el mercado interno, fue el caso de la explotación de petróleo, la siderurgia, la automotriz.
Durante la dictadura de Aramburu se dispuso la intervención de 40 firmas nacionales y extranjeras, entre ellas industrias como Kaiser Argentina, Mercedes Benz, Fiat, Deuz, etc. En 1956 firmó un acuerdo con empresas fabricantes de tractores que lo llevó a un fuerte conflicto con la cámara argentina de fabricación de tractores y maquinaria agrícola, por los contratos que otorgaban el total control del sector a cuatro empresas extranjeras. La cámara sotenía que el oligopolio permitía a dichas firmas incrementar los precios abruptamente y cometer prácticas desleales, violentando los principios de competencia.
Al finalizar el régimen de Aramburu, Argentina se encontraba en default, y la deuda externa había crecido hasta alcanzar los 1800 millones de dólares. El déficit fiscal que en 1957 era de 27 000 millones de pesos moneda nacional, en 1958 se elevó a 38 000 millones. Durante su gestión sumó nuevas obligaciones externas por 700 millones de dólares estadounidenses, que no pudo pagar, dejando al país al borde del default.

#### La obra siderúrgica del general Savio

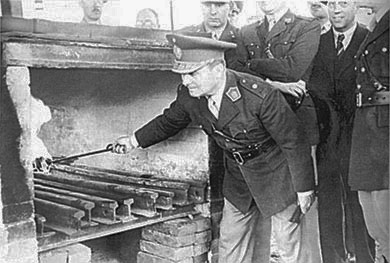
El general Manuel Savio enciende por primera vez el Alto Horno de Zapla, que produjo su primera fundición inicial de arrabio el 11 de octubre de 1945.

El general Manuel Savio fue un gran promotor de la ley del Plan Siderúrgico Argentino, su principal preocupación y actividad estuvo orientada a desarrollar la industria pesada en el país. En esa dirección creó la Escuela Superior Técnica en 1930.
Durante la presidencia de Roberto Marcelino Ortiz, Savio fue el autor de la ley n.º 12 709 de 1941, de creación de la Dirección General de Fabricaciones Militares de la que fue designado director. En esa función creó Altos Hornos Zapla, en Jujuy, aprovechando los yacimientos ferríferos allí presentes. Bajo su dirección el 11 de octubre de 1945 ya en la presidencia de Edelmiro Farrell se realizó la primera colada de arrabio.
Desde Fabricaciones Militares impulsó la industria química pesada, creando las plantas químicas de Río Tercero, José de la Quintana y Tucumán. Estableció un permanente intercambio científico y tecnológico con las empresas mecánicas; impulsó la minería bajo la regla de que la demanda interna debía ser satisfecha con recursos mineros nacionales.
La ley n.º 12.987 y su modificatoria ley n.º 15.801 conocida como "ley Savio" (en homenaje a su creador), fue sancionada por el Congreso de la Nación el 13 de junio de 1947, y aprueba el Plan Siderúrgico Argentino y la constitución de la empresa SOMISA. Sus principales finalidades fueron producir acero en el país, suministrar acero a la industria nacional de transformación y terminado, y finalmente asegurar la evolución y el ulterior afianzamiento de la industria siderúrgica argentina, para manejar buena parte del comercio exterior nacional. Vendía carne y cereales y compraba diversos materiales en el extranjero, como por ejemplo materias primas como combustibles y metales.
El General Savio siempre decía del acero:

El acero más caro es el que se compra.
Manuel Savio.

### Hacia la Argentina moderna

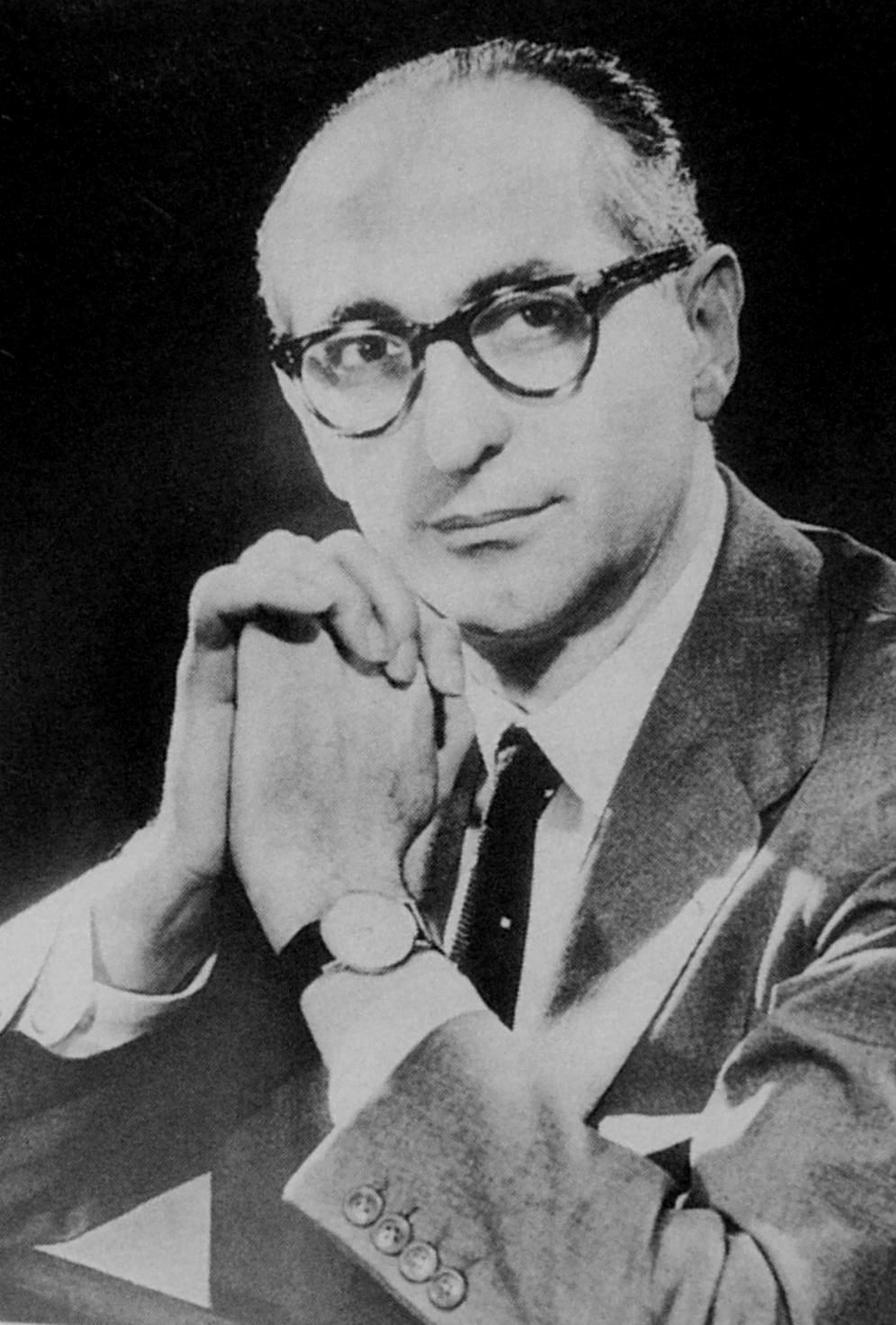
El presidente Arturo Frondizi en casi cuatro años de gobierno logró el autoabastecimiento de materias primas, y fortalecer las industrias del país.

En 1958 asumió un nuevo presidente constitucional, Arturo Frondizi, con muchas ideas nacionalistas sobre la industrialización nacional, en este gobierno se siguió la política de los capitales extranjeros, pero no la de subsidios. Aprovechando la revolución en publicidad que produce el televisor, a partir del 1960 se comienzan a lanzar propagandas orientadas para los jóvenes, con ritmo, música y personajes propios. Gracias a la ley de Restitución Patrimonial es devuelta al Grupo Bemberg la empresa Palermo, renombrada como Cervecería Palermo SAIC.
Las medidas principales fueron las leyes de inversiones extranjeras, de promoción industrial y los contratos petroleros, tuvo éxito al coincidir con la etapa de gran expansión transnacional que tuvieron las empresas estadounidenses en aquella época.
Entre 1958 y 1963 se llegó a alcanzar el máximo histórico de las inversiones extranjeras en Argentina: alrededor del 23 % del total del período entre 1912 a 1975. Las ramas industriales privilegiadas en esta segunda etapa del proceso de sustitución de importaciones fueron la automotriz, la petrolera y petroquímica, la química, la metalúrgica y la de maquinarias eléctricas y no eléctricas. Las inversiones se orientaron hacia el aprovechamiento de las posibilidades que ofrecía un mercado interno protegido.
Pero a causa de las inversiones realizadas en los años 1958 y 1959 (algunas de ellas emergentes) la inflación aumentó a pasos agigantados, a tal punto que a principio de 1959 llegó al 113 %. Para combatir la inflación el gobierno frondizista lanzó un incremento salarial del 60 %, ya con el aviso de que gran parte de este incremento sería absorbido por el crecimiento de la inflación. Pero gracias a la explotación petrolera y al incremento de la producción, la inflación bajó de nuevo en 1960.
Al llegar el gobierno de Frondizi existía una grave situación petrolera en Argentina: había un consumo de quince millones de toneladas de petróleo, pero en el país solo se producían cinco millones, por lo tanto debía importar diez millones de toneladas para llegar a abastecer de petróleo el país. Todo esto representaba el valor de una tercera parte del producto de las exportaciones. Una de las primeras metas del gobierno de Frondizi fue la de producir todo aquello que se importaba. La explotación de petróleo y su autoabastecimiento fue uno de los primeros logros: las reservas de petróleo aumentaron casi en un 50 %, pasó de trescientos noventa millones a quinientos noventa millones de toneladas de reservas en todo el país y también se quintuplicó la producción de gas. Gracias a la construcción de gasoductos y otras infraestructuras, se comenzó a vender gas licuado en garrafas, se llevó gas directamente a los hogares mediante la implementación de cañerías, se reemplazó así a los combustible sólidos y líquidos que antes se usaban para calefacción y cocina.
En 1958 se firmaron contratos con empresas petroleras estadounidenses que operarían por cuenta de YPF, con el propósito de lograr el autoabastecimiento de hidrocarburos y no comprarlos. Gracias a esto en tres años de gestión se logró un aumento del 150 % en la producción de petróleo y gas natural en Argentina. Por primera vez en la historia, en el país se logró el autoabastecimiento de petróleo y Argentina pasó de ser importador a ser exportador de petróleo. Los nuevos contratos petroleros se sumaron en conjunto doscientos millones de dólares. Gracias a estos contratos, en cuatro años la producción de petróleo se triplicó. Por estas acciones, en septiembre los gremios de trabajadores petroleros declararon una huelga general, en repudio a los contratos petroleros. El presidente decretó el estado de sitio, poniendo presos a peronistas sindicalistas; de hecho, se rompió el Pacto Frondizi-Perón.
Con el fin de promover la industrialización acelerada del país, alentó el ingreso del capital industrial extranjero. Profundizó en la política petrolera de apertura al capital extranjero, impulsada por Perón desde 1952.

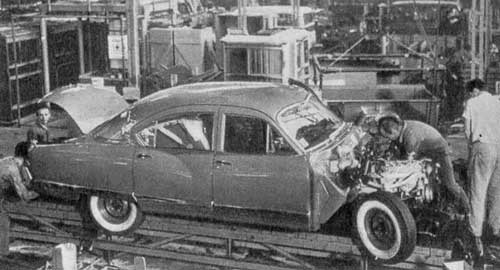
Ensamblaje del automotor Kaiser Carabela, ejemplo del auge de la industria automotriz durante la época de Frondizi.

La expansión siderúrgica se logró a pesar de los obstáculos de la Dirección de Fabricaciones Militares, que se oponía a la intervención del capital privado. Durante esos años la inversión extranjera se multiplicó por diez, como también se duplicó la inversión interna lográndose así un gran reequipamiento industrial. Y tal como lo había anticipado Frondizi las divisas que antes se gastaban en la importación de combustibles y otras materias primas, ahora se destinaron a la compra de equipos industriales, modernizando la industria y la infraestructura básica. Hubo una inversión de 140 000 000 de dólares en industria petroquímica entre 1959 y 1961. La industria se modernizó en 1960 y 1961 por un valor de mil millones de dólares en máquinas y equipamientos importados.
También hubo un pequeño progreso en el sector agro, a partir del desarrollo de la industria siderúrgica y petroquímica, que impulsó la tecnificación y la provisión de fertilizantes, plaguicidas y maquinarias, de forma que se hizo incrementar la producción y productividad agropecuaria.
El crecimiento de la industria automotriz se dio gracias a la sanción de las leyes n.º 14.780 y 14.781 de Inversiones y Promoción Industrial. El Poder Ejecutivo Nacional sancionó también en 1959 el decreto n.º 3.693 llamado Régimen de Promoción de la Industria Automotriz. Igualmente, se presentaron veintitrés proyectos de radicación automotriz. En él se fijaron las normas de funcionamiento de las fábricas existentes, y también de aquellas en vías de desarrollo, con la idea de reglamentar la creciente participación de elementos en la producción en materia de automotores. Se establecieron numerosas industrias multinacionales (de las cuales algunas continuarían funcionando en 2010), pero también se fundaron algunas argentinas, como la Siam Di Tella Automotores. Su primer automotor producido fue el Siam Di Tella 1500, también cabe destacar el crecimiento de la producción de la empresa Siam, un ejemplo fue el salto en la producción de lavarropas, pasó de dos mil unidades año a treinta y ocho mil unidades en 1958. Se fabricaron mil unidades de este automotor en seis meses. Antes, Argentina debía importar automóviles para poder abastecer el mercado automotor interno, pero luego, con todos estos logros de producción automotriz, se pudo abastecer ella misma en el mercado de automóviles nacional. Otro ejemplo de los resultados de estas leyes, fue la producción automotriz por IKA, pasó de 33 000 unidades en 1959, a un salto de 200 000 en 1965, superando las expectativas más amplias sobre su evolución.

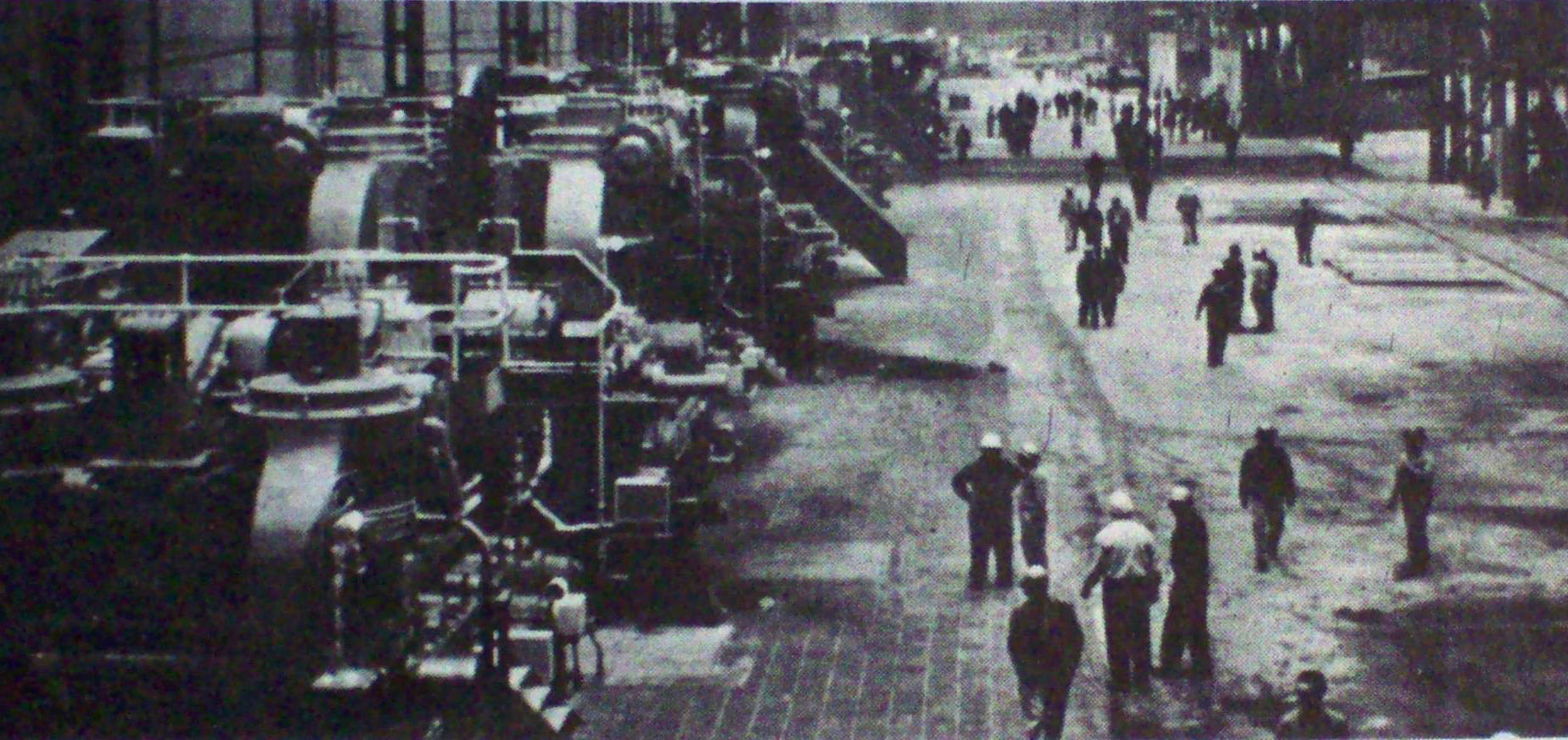
Laminador continuo de chapas en caliente, modelo único en Sudamérica en ese momento.

El 25 de julio de 1960 se inauguró el alto horno de San Nicolás de los Arroyos, sobre el río Paraná, para la producción de acero, albergando 12 000 puestos de trabajo. Este alto horno se había empezado a construir en la época de Perón, pero con su derrocamiento, los militares no la habían terminado (se demoró diez años su finalización). Con este alto horno se produjo un total de 248 500 toneladas de acero en 1958, y cuatro años después, en 1962, se triplicó la producción, pasando a 643 400 toneladas. También creció un 1270 % la producción de arrabio: pasó de 29 000 a 397 000 toneladas anuales, dando así un gran crecimiento a la industria siderúrgica argentina. Se construyó también un laminador continuo de chapas en caliente, modelo único en Sudamérica en ese momento. Con estas obras (y otras no tan destacables), se dio un gran impulso a la petroquímica, a la industria automotriz y la siderurgia en Argentina.

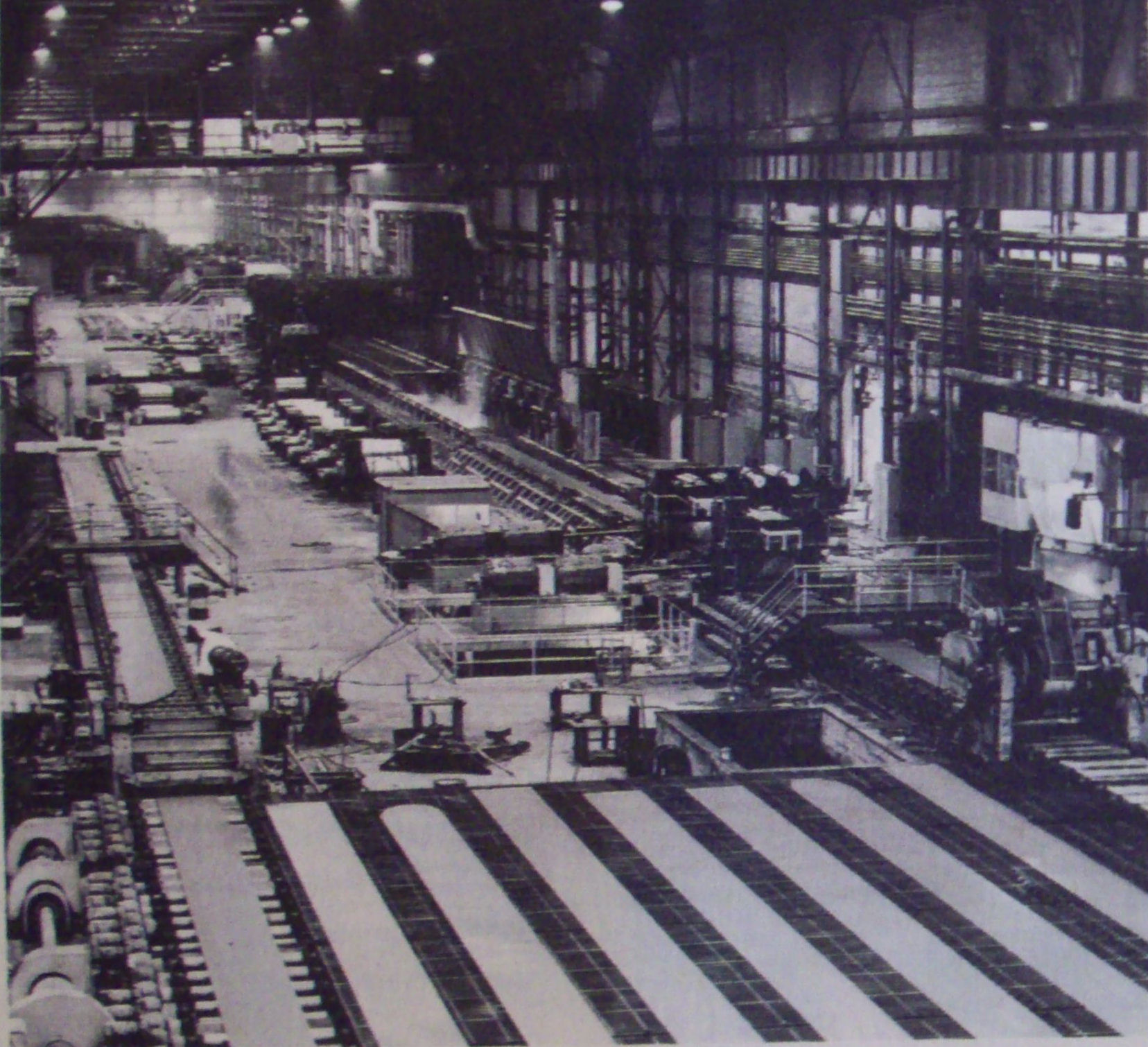
El alto horno SOMISA se finalizó durante este periodo, con este alto horno y mejores inversiones se logró triplicar la producción de acero crudo, en cuatro años.

Con este crecimiento en la siderurgia, la industria automotriz produjo en 1961 137 000 automóviles y camiones, dándole trabajo a un total de 150 000 obreros, y ahorrando unos doscientos cincuenta millones de dólares que antes su utilizaban en importaciones de automotores. Se aumentó la producción: en 1958 se fabricaron 10 000 tractores, y tres años después, las unidades llegaron a 25 000. La red vial creció en 10 000 kilómetros. Hubo un aumentó en la producción industrial de un 10 %. Se inauguró la planta de SOMISA (Sociedad Mixta Siderurgia Argentina). Las ramas industriales pertenecientes al papel, la celulosa y la química, también mantuvieron el interés del gobierno, ya que su crecimiento significaba el reemplazó de las importaciones de esos productos.
Se radicaron varias empresas automotrices en el país (extrajeras y nacionales), en el primer año de gobierno se radicaron la Dinborg, Citroën y Alcre, en el año 1959 De Carlo, A y L de Caroli, Deutz Argentina, Dinarg, Isard, Peugeot, Renault y Siam Di Tella Automotores Sociedad Anónima, en el año 1960; Auto Union, Auto Ar, Bambi y Goliath Hansa Sociedad Anónima, además de las nuevas empresas que llegaron, hubo algunas fábricas que ampliaron sus plantas industriales, una de ellas fue la Fiat en el año 1959 y General Motors en el mismo año.
La petroquímica se concentró en unos pocos proyectos basados en diversas ventajas ofrecidas por el sector público y en especial por precios bajos de los insumos que utilizaban, provistos por empresas estatales. Surgieron PASA y Duperial en la provincia de Santa Fe, Indupa en Cinco Saltos e Ipako en el gran Buenos Aires.
La expansión de esta época tendía a satisfacer la demanda latente. A partir de allí la oferta se esos bienes se estancaba, limitada por el lento aumento del consumo y la gradual reposición de las existencias en uso. En 1957 se alcanzó la máxima producción de estufas y lavarropas; en 1959, la de máquinas de coser; en 1960 la de bicicletas y motonetas; en 1961, la de televisiones.

### Illia y gobiernos militares posteriores

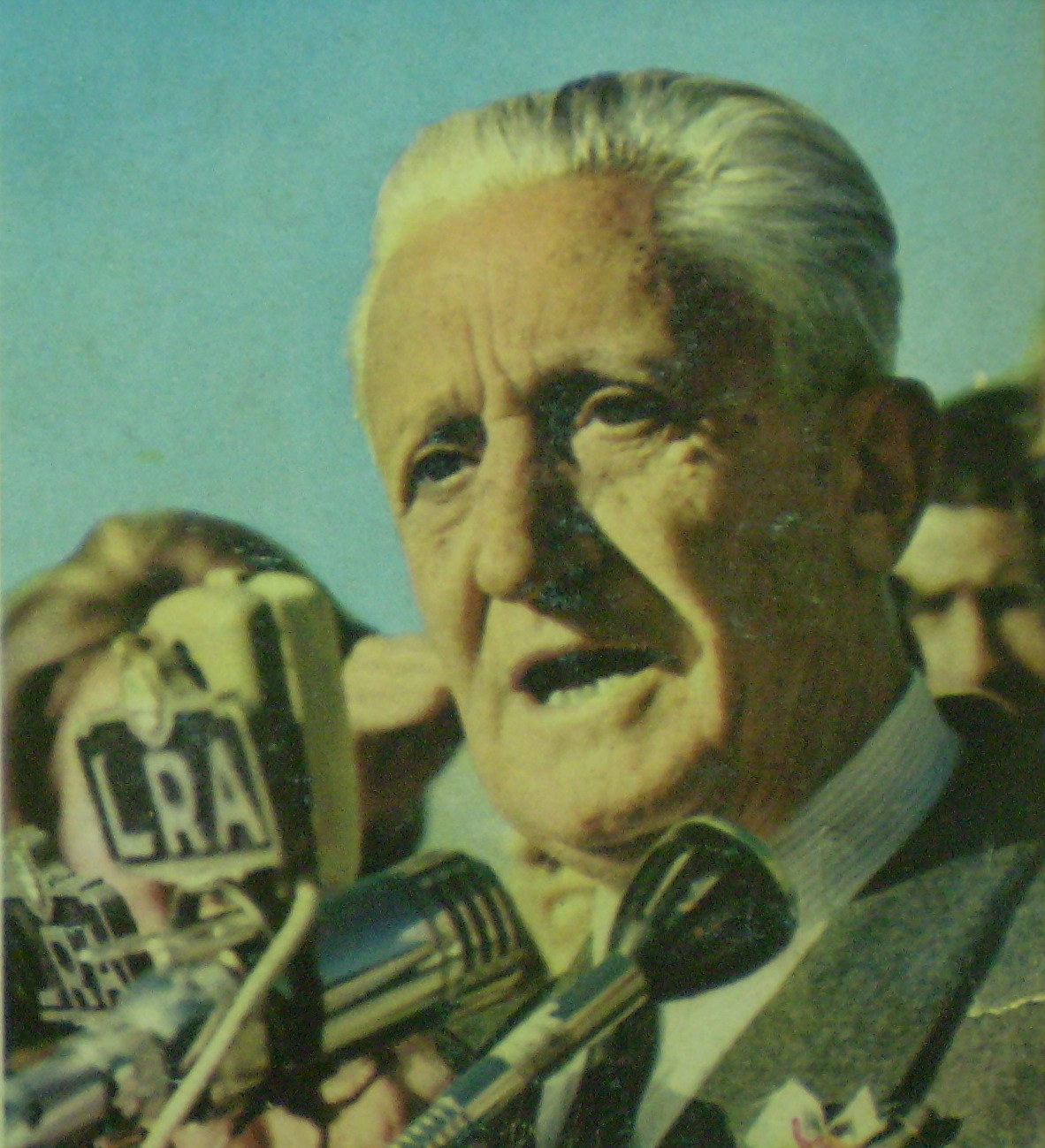
El presidente Arturo Illia durante un discurso.

Más tarde el 12 de octubre de 1963 asume el gobierno Arturo Umberto Illia, en las elecciones el voto en blanco había alcanzado la segunda mayoría.
Entre los primeros años de la década de 1960, la fábrica nacional Siam Di Tella comienza la producción de pick up, la Siam Di Tella Argenta.
El 15 de junio de 1964, el presidente Arturo Illia sancionó la ley n.° 16.459, del salario mínimo, vital y móvil, previo a la constitución del Consejo del Salario, integrado por representantes del Gobierno, los empresarios y los sindicatos. Entre los objetivos del proyecto figuraba la necesidad de "evitar la explotación de los trabajadores en aquellos sectores en los cuales puede existir un exceso de mano de obra", "asegurar un ingreso mínimo adecuado" y "mejorar los salarios de los trabajadores más pobres". Con los mismos objetivos, se promovió la Ley de Abastecimiento, destinada a controlar los precios de la canasta familiar y la fijación de montos mínimos de jubilaciones y pensiones.
Las industrias se siguieron radicando y produciendo, así el desempleo y la pobreza bajaron aún más, aunque cabe destacar que en estas épocas la pobreza en Argentina era bastante baja con respecto a la actualidad (década de 2000).
Durante el gobierno de facto de Juan Carlos Onganía, en 1964 la fábrica Fiat exporta autopartes a Chile, destinadas a la fabricación de automóviles, Citroën hace lo mismo para Uruguay y España. En 1966 comienza a producirse el famoso Torino por Industrias Kaiser Argentina. Se fundó la fábrica de papel Ledesma, en el año 1967, que utiliza la fibra de caña como insumo. Se producen 21 700 toneladas de papel y 178 458 toneladas de azúcar.
| Producción de automotores expresado en unidades                                                                                      | Producción de automotores expresado en unidades | Producción de automotores expresado en unidades | Producción de automotores expresado en unidades |
| Años | Particulares                                    | Comerciales                                     | Total                                           |
| --- | ----------------------------------------------- | ----------------------------------------------- | ----------------------------------------------- |
| 1957 | 13 273                                          | 15 617                                          | 28 890                                          |
| 1959 | 24 792                                          | 7 665                                           | 32 457                                          |
| 1960 | 49 519                                          | 38 743                                          | 88 262                                          |
| 1961 | 84 501                                          | 49 917                                          | 134 418                                         |
| 1962 | 93 873                                          | 34 695                                          | 128 568                                         |
| 1963 | 79 478                                          | 26 342                                          | 105 820                                         |
| 1964 | 119 005                                         | 47 382                                          | 166 387                                         |
| 1965 | 141 114                                         | 55 640                                          | 196 754                                         |
| Fuente: Rapoport, Mario. (2000) Historia económica, política y social de la Argentina (1880-2000). Buenos Aires. Página 586. Enlace. |                                                 |                                                 |                                                 |

### Vuelta del régimen industrial justicialista

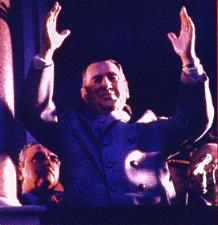
Juan Domingo Perón sale al palco a ver a la gente vestido de civil.

Luego de varios acontecimientos históricos, como el renunciamiento del presidente Héctor Campora y la masacre de Ezeiza (entre otros), asumió al gobierno el 12 de octubre de 1973 y por tercera vez el general Juan Domingo Perón, volviendo a ejercer el poder después de casi veinte años de exilio. Desde su partida en 1955, el país había crecido industrialmente, pero los conflictos violentos entre comandos civiles como también la violencia por parte de la represión produjo una Argentina muy inestable.
En ese año se realizaron políticas de exportaciones industriales, para ello se firmaron varios acuerdos de comercio con varios países. El Banco Central les pagaba en pesos a los exportadores locales y les vendía a créditos (en dólares) a los compradores externos. Así creció el envío de manufacturas. Sin embargo las exportaciones no habían crecido tanto como se esperaba, y la demanda local absorbió la producción de las plantas, las cuales se encontraban saturadas para 1974.
Entre 1973 a 1974 se registró la máxima producción histórica en el sector, esto recién se repitió en 1980. En 1974 la Peugeot alcanzó la producción de su unidad número 100 000, de su modelo Peugeot 404.
El gobierno argentino comenzó a impulsar la creación de empresas nuevas en aquellas áreas en las que resultaba más eficiente la producción local, por ejemplo insumos básicos, hierro primario y acero, aluminio, productos derivados del petróleo, celulosa y papel para diario, entre otros. En 1973 se firman convenios para vender a Cuba vehículos y camiones, Ford Falcon y Fiat 125P, que originalmente se utilizaron como taxis turísticos.
El 1 de julio de 1974 falleció Perón, entre conflictos sindicales, sociales, y ante la división de su partido. En su lugar asume la vicepresidenta María Estela Martínez de Perón. Con Isabel los conflictos violentos alcanzan un punto insostenible.[cita requerida]
La crisis de 1975 provocó en la caída de los mercados argentinos, y el paro de las exportaciones, aunque todavía quedaban algunas pequeñas ventas al exterior. Sin embargo el brusco cambio de exportaciones repercute en una crisis, y en una inflación insostenible que se disparó sin control.

## La desindustrialización de la década de 1970
En marzo de 1976 comienza golpe de Estado militar de 1976, que tuvo como consecuencia un gran cambio de orientación en la economía, que terminó con el régimen productivo anterior. En esa época Argentina vivió tiempos muy intrincados, la violencia política y el terrorismo de Estado eran frecuentes. Estos conflictos llevaron a debilitar la economía del país. Este periodo junto al gobierno peronista de Menem de la década de 1990 son considerados como los mayores destructores de la industria argentina, llegando prácticamente a desmontarla. La persistencia de las elevadas tasas de interés sufridas desde el año 1976 y la desmedida apertura a las importaciones fueron cambiando la economía argentina. Estos factores junto con los cambios en la demanda local tomaron de sorpresa a la industria y lentamente, cobraron su precio.
El plan económico consistía en una reducción arancelaria que llegó a su máximo nivel en 1978, con la finalidad de incrementar la competitividad de la economía argentina y promover sus «ventajas naturales». El resultado fue un proceso de importaciones masivas y un efecto desastroso sobre la industria. Grandes empresas industriales cerraron sus plantas:General Motors, Peugeot, Citroën, Chrysler, Siam, Decca (Deutz-La Cantábrica), la planta de vehículos utilitarios de Fabricaciones Militares, Aceros Ohler, Tamet, Cura, Olivetti, y otras miles de empresas industriales medianas y pequeñas. Para 1980 la producción industrial había reducido un 10% su aporte al PBI, y en algunas ramas como la textil, la caída superó el 15%.
Sin embargo no todas las empresas se vieron afectadas por el cambio del nuevo mercado financiero, unas pocas se vieron beneficiadas, sea porque disponían de un mercado positivo o porque podían tomar créditos a bajo interés en el exterior, para represtarlo a tasas elevadas en el mercado local.[cita requerida] Algunas de las firmas de las empresas más endeudadas, optaron por la venta de activos fijos para pagar sus compromisos, reducir algunos costos y achicar estructuras, aunque bajó su infraestructura, lograron sobrevivir.[cita requerida]
El 24 de marzo de 1976 los militares desplazaron a la entonces Presidenta de la Nación, María Estela Martínez de Perón, y usurparon el poder. Así la primera junta que gobernó fueron los militares Jorge Videla, Emilio Massera y Orlando Agosti. Los efectos de este nuevo proceso fueron lapidarios para la economía argentina, se incrementó la deuda externa y comenzó una creciente fuga de capitales. Lo que terminó destruyendo la industria nacional fueron las importaciones de países que producían a muy bajos precios. La industria local era incapaz de competir contra esa situación.

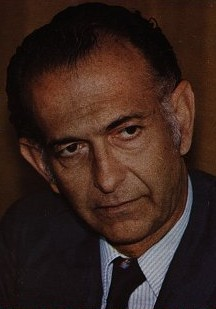
El Ministro de Economía José Alfredo Martínez de Hoz lanzó un plan económico que desindustrializó al país

El presidente de facto Jorge Rafael Videla nombró como Ministro de Economía a José Alfredo Martínez de Hoz. Su tarea consistió en trabajar para detener la creciente inflación y aumentar las inversiones extranjeras. Se prohibieron las huelgas y se declaró el estado de sitio durante todo el proceso. La libertad de comercio que impuso con la idea de incrementar la competencia de la industria nacional con la extrajera, tuvo efectos muy negativos. Martínez de Hoz anunció su plan económico el 2 de abril de 1976, las medidas que implementaba este plan fueron la congelación de los sueldos, quedaban bajo el control del gobierno. Esta nueva política provocó que el ingreso de los trabajadores cayera un 40 % en su periodo como ministro de economía.
Muchas industrias y empresas se retiraron de Argentina, un ejemplo fue el retiro de la General Motors en 1978, el cese de la producción de Citroën Argentina un año después y el cierre IME S.A. el 11 de abril del año 1980, Martínez de Hoz cerró esta planta industrial mediante el decreto 1448/80, en el momento del cierre, la empresa contaba con setenta proveedores, cien concesionarias en el país y más de tres mil trabajadores.
En 1979 se constituyó la fábrica Zanon propiedad del empresario italiano Luigi Zanon, destinada a la producción de cerámicas.
El sistema financiero argentino comenzó a ser muy difícil de dominar, en 1979 los precios minoristas aumentaron un 139,7 %, y lo que fue peor, el consumo había disminuido. Estos cambios bruscos en la economía perjudico a muchas empresas industriales, que no pudieron tolerar estas políticas económicas. A fines de 1980 unas veintitrés entidades financieras había presentado la quiebra (casi todos bancos cooperativos o provinciales). Ante estas situaciones, Martínez de Hoz realizó una brusca devaluación del dólar, fue de un 10 % con respecto al dólar estadounidense.
Martínez de Hoz decidió deshacerse de la empresa Siam Di Tella puesto que esta empresa se encontraba con una grandísima deuda con el Estado. Para ello el gobierno dividió la Siam para venderla, pero su deuda era tan grande que no se logró vender. Muy poco antes de terminar su gestión, manda a vender la Siam "sea como sea", pero se hacía cada vez más complicado, debido al deterioro funcional que tenía, además se encontraba con un déficit impagable.

## Regreso de la democracia
Después de siete años de dictadura la junta militar llamó a elecciones para finales de 1983, los ciudadanos volvieron a votar, la última vez que había habido elecciones fue diez años antes. Ganó Raúl Alfonsín por la UCR. En este mismo año las fábricas de Ford y Renault producen su primer millón en Argentina, en 1986 Ford Motor Argentina, alcanza a vender su unidad número un millón quinientos mil, de las cuales 1 078 171 eran de fabricación nacional. Ford Motor Argentina y Volkswagen Argentina se fusionaron en 1987 y conformaron la empresa Autolatina.
El nuevo presidente tuvo que encarar el desmembramiento económico que el proceso había generado, también tuvo que darle una solución rápida a la inflación, cuando la misma era de un 20 % mensual, con una deuda externa de 45 000 millones de dólares, dos tercios de esta deuda fue en consecuencia de los préstamos a grupos privados. La desocupación ascendió al 7%, se lanzó el Plan Alimentario Nacional (PAN), para cubrir aquellas necesidades alimenticias básicas.
El 14 de junio Alfonsín y Sourrouille anunciaron por cadena nacional el Plan Austral, este plan consistió en crear una nueva moneda el Austral (que equivalía a mil pesos argentinos), control de los precios, productos y tarifas de servicios públicos y congelamiento de salarios. En un principio el Plan Austral funcionó muy bien, en octubre la inflación solo alcanzó el 2 %, algo que en comparación con los gobiernos anteriores, era una buena cifra.
Durante el periodo de la década de 1980 la actividad industrial tuvo varios altibajos, estos se agravaban a medida que se repetían, su producto cayó entre 1981 y 1982, se pudo recuperar un poco con el nuevo gobierno entre 1983 y 1984, pero volvió a caer a comienzos de 1985. Fue el Plan Austral que volvió a darle un poco de impulso, pero solo hasta 1987, que enfrentó una nueva caída en 1988, y un derrumbe entre 1989 y 1990, antes de una nueva recuperación y un cambio de gobierno.
En 1987 Mercedes-Benz Argentina revolucionó el trasporte público, al diseñar y lanzar una nueva línea de colectivos con frente totalmente recto y motor trasero, denominados "OH". Se celebra la fabricación del colectivo cincuenta mil en su planta de González Catán, provincia de Buenos Aires. La aceptación de este nuevo ómnibus en el mercado de colectivos urbanos es tan grande que le permite alcanzar el 93 %.

## Menemismo de la década de 1990

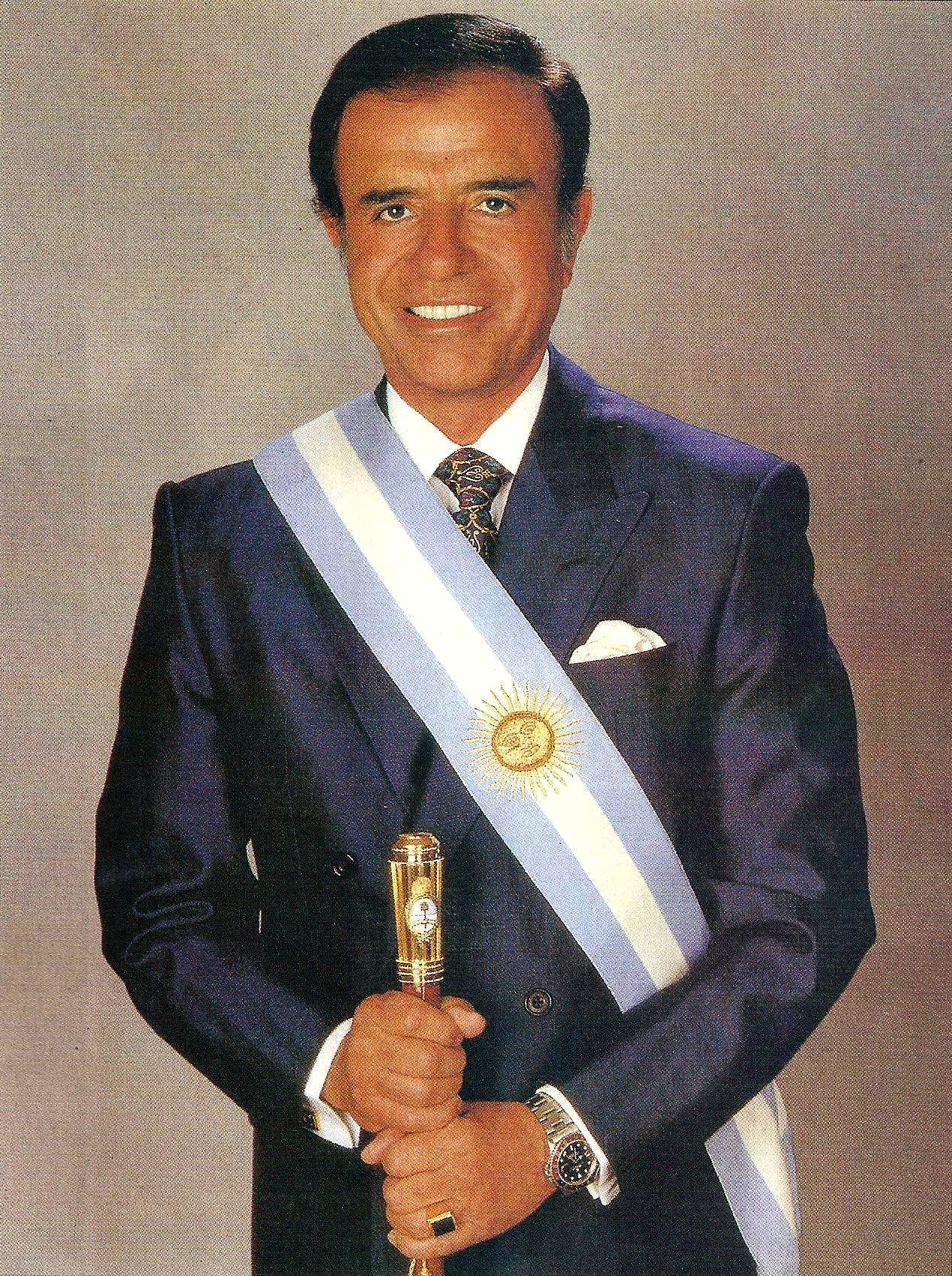
El recién electo presidente Carlos Menem en 1989, su presidencia duró hasta el año 1999, sus políticas económicas fueron lapidarias para la industria argentina.

En medio de conflictos sociales y una gran crisis inflacionaria, el candidato peronista Carlos Menem ganó las elecciones a la presidencia de la nación. Así el nuevo Presidente puso en marcha aquello que académicos, economistas, funcionarios estadounidenses, el Banco Mundial y el Fondo Monetario Internacional establecieron a comienzos de 1989 en el Consenso de Washington. Este documento tenía diez puntos que expresaban las necesidades y las opciones del mundo hacia el siglo XXI: disciplina fiscal, prioridad del gasto público en educación y salud, reforma tributaria, tasas de interés positivas determinadas por el mercado, tipos de cambio competitivos, políticas comerciales liberales, mayor apertura a la inversión extranjera, privatización de empresas públicas y estatales, desregulación y protección de la propiedad privada. También se dispuso que se otorgaría ayuda financiera a aquellos países endeudados que adoptaran las políticas sugeridas por el Consenso.
Durante la gestión de Domingo Cavallo en el Ministerio de Economía, se sancionó la Ley de Convertibilidad. Esta norma consistía en que el Banco Central estaba obligado a respaldar la moneda argentina con las reservas, de tal forma que un dólar estadounidense equivaliera a un Peso convertible. Esas nuevas políticas lograron una estabilidad económica con una baja inflación, este paisaje económico logró atraer algunas inversiones extranjeras, produciendo un crecimiento del PBI, pero por el otro lado, el PBI industrial bajaba, y la economía se primarizaba. La estabilidad económica generó un ambiente en la población argentina de bienestar, pero disminuía la capacidad de mano de obra, a causa de esto, se cerraron muchas fábricas y establecimientos industriales, las industrias también quebraban a causa de los baratos productos que se importaban de China.
La deuda externa se multiplicó de cuarenta y cinco mil millones que había dejado el gobierno de Raúl Alfonsín, a ciento cuarenta mil millones, esta deuda fue producto del pago del déficit fiscal. Otra razón del aumento de la deuda fueron las crisis de México, Rusia y Brasil, estas produjeron un incremento del riesgo país, ello desembocó en que Argentina tenga que tomar créditos a tasas muy costosas, los intereses así, subieron en dos puntos del PBI, equivalente a seis mil millones de dólares anuales. El aumento del desempleo se debió cubrir con subsidios -llamados planes Trabajar-, aumento de la asistencia social y de otros programas sociales. Cinco años antes de la crisis, esto solo significó 5 500 millones de dólares del crédito internacional.
En algunos casos las privatizaciones a los servicios públicos produjeron mejoras en el servicio, como la electricidad y telefonía, pero no por mucho tiempo. Sin embargo, en otras áreas el impacto fue destructivo, como fue el caso de los ferrocarriles. Las privatizaciones trajeron cuarenta mil millones de dólares al tesoro nacional.
Cuando más se acercaba el final del segundo mandato de Menem, más se deterioraba la situación económica del país, y se hacía más insostenible. Un ejemplo de ello fue la oleada de quiebres de empresas, se habló de un total de ciento veinte mil fábricas que cerraron sus puertas, debido a la poca convertibilidad por el peso sobre-valuado, del 1995 al 2000 cerraron unas novecientas fábricas de zapatos, a causa del agotado modelo con una moneda equivalente al dólar.

## Crisis de 2001

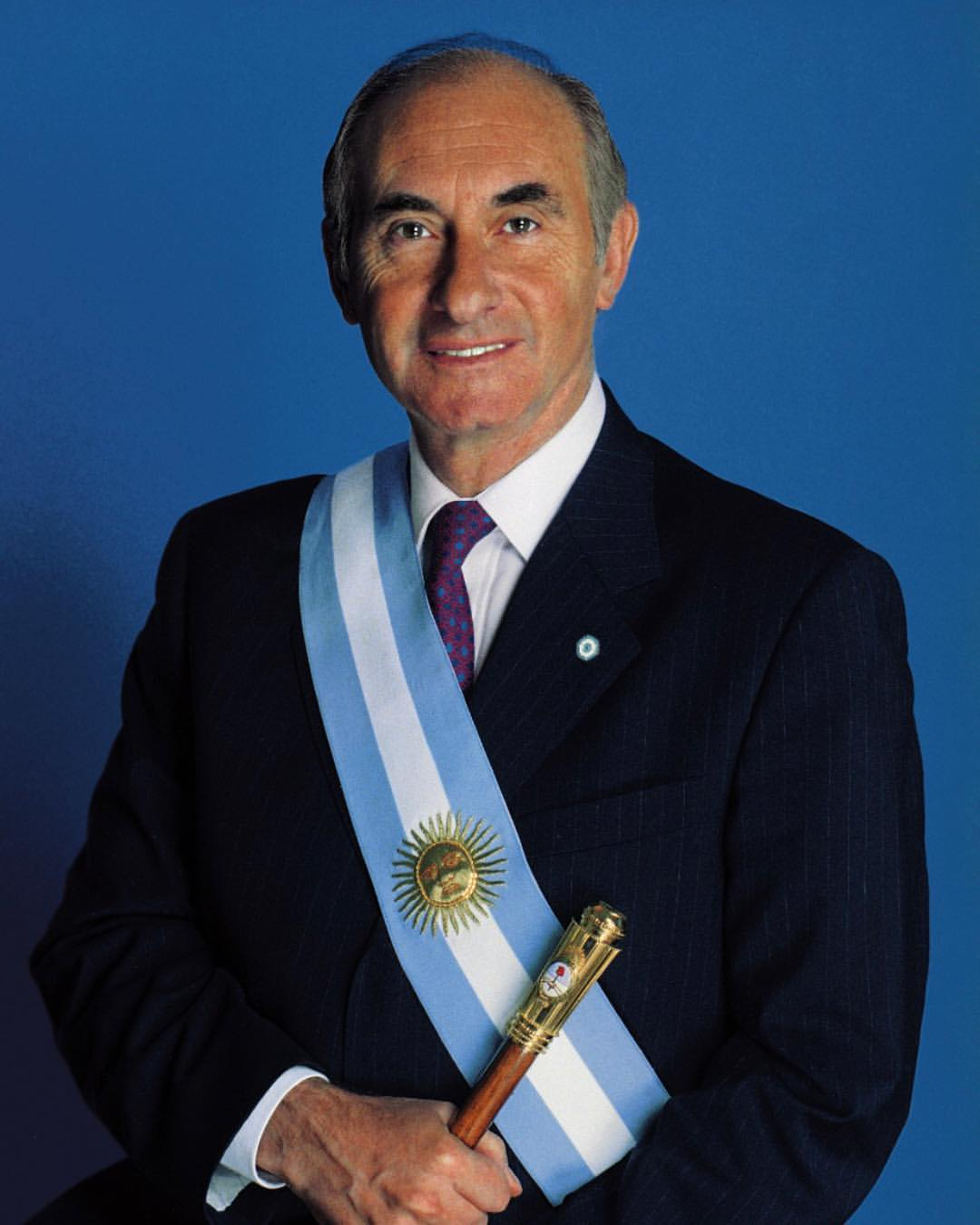
El presidente durante la crisis, Fernando De la Rúa, renunció en el 2001, debido a la situación insostenible.

El candidato por la UCR Fernando De la Rúa ganó las elecciones de 1999, y asumió la conducción del país. Su mandato estuvo marcado por un rápido deterioro económico; en su primer año de gobierno la economía terminaba con una caída de 3-4 puntos del PBI, a comparación del año anterior.
A comienzos del 2000, la famosa fábrica de lámparas incandescentes Philips, cerró sus puertas. Este cierre se consideró consecuencia de las situaciones previas a la crisis. Otras opiniones afirman que la empresa se fue de Argentina para recortar gastos, ya que Philips en el plano internacional enfrentaba problemas económicos y se vio en la necesidad de recortar gastos.

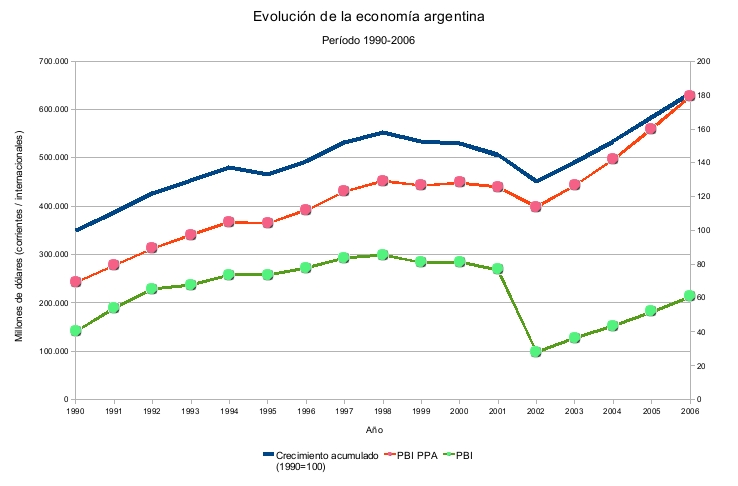
Gráfico que muestra el crecimiento acumulado (azul), la evolución del PPA (rosado) y el PBI en verde. Notase que estos tres valores comenzaron a caer violentamente a causa de la crisis de 2001, y empezaron a crecer en el 2002.

El desempleo, producto de la desindustrialización se elevó al 19 %, las fábricas siguieron cerrado, y las empresas siguieron quebrando, a causa de la economía debilitada.
A partir de diciembre de 2001 la actividad industrial cayó. En Tierra del Fuego, la producción de electrodomésticos fue solo de 610 artefactos, cuando el peor año había sido el 2000 con 19 115 artefactos. En los primeros seis meses del 2002, la producción de artefactos de televisión cayó 89 % con respecto al igual periodo del año anterior, la producción de videocaseteras fue del 94 %, la de microondas del 84 %, auto-radios del 73 %. En casi todo el año de 2003, casi ninguna empresa producía en Ushuaia, en Río Grande funcionaban unas pocas fábricas, pero con escasos empleados y bajos sueldos. Cerraron muchas fábricas con una antigüedad de más de cien años, como la empresa elaboradora de alfajores Balcarce.
En marzo de 2001 asumió como ministro Ricardo López Murphy que llevó a cabo un severo programa de ajuste fiscal, recortes en jubilaciones por 127 millones y postergación en el pago de las mismas, anulación de pensiones y becas estudiantiles, achique y recorte en los programas sanitarios por 50 millones, IVA del 15 al 21% para espectáculos culturales, fútbol, teatro y cine, eliminación de ayuda aproductores rurales de siete provincias por 180 millones, despido inmediato de 40.000 empleados públicos, flexibilización laboral, recortes en las indemnizaciones por despido, privatización de las casas de juego y de parte del Banco Nación. El desmanejo del gobierno radical deterioró la economía rápidamente: las tasas interbancarias orillaban el 900% anual y el riesgo país se disparó dificultando las inversiones.
En octubre el desempleo alcanzó al 18,3% de la población activa. La deuda pública llegó a 132.000 millones de dólares, se registró una contracción mayor al 11% en la actividad fabril y al 20% en construcción en términos anuales, el PBI per cápita bajó 10% y la inversión un 30% y un déficit de 8.500 millones.

## Periodo de recuperación económica
En enero de 2002 asume interinamente Eduardo Duhalde, quien logró sobrellevar la crisis. Cuando la crisis y la recesión terminaron, algunas industrias comenzaron a re-florecer, el PBI industrial aumentó un 1 %, comprendiendo el periodo posterior a la crisis al 2007. En 2008, siete años después de la crisis, solo los productores agropecuarios, los de construcción y empresas proveedoras de servicios de luz, gas y agua, pudieron aumentar su contribución a la generación de riqueza, estas industrias representan el conjunto -en 2008- de 14,8 % del PBI en pesos constantes de 1993.
En el período que comprende la gestión de Néstor Kirchner (2003-2007), la industria argentina creció a un promedio anual del 10,3 % en términos del Índice de Volumen Físico (IVF), acompañando la dinámica de la economía en su conjunto. La persistencia del avance del sector manufacturero constituye una característica que sobresale en relación con otros períodos de crecimiento industrial, teniendo en cuenta el mal desempeño en la industria de las tres décadas anteriores.
Se introdujo en 2006 el régimen de importación temporaria de soja, el cual establecía la compra de granos de soja proveniente de países limítrofes. Esta medida fue necesaria ya que la capacidad de las fábricas creció, debido a las grandes inversiones que realizaron. Sin embargo en 2009 se derogó el régimen, lo que provocó que el procesamiento de la soja disminuya un 14%.
Se produjo un fenómeno muy particular en época postcrisis, las fábricas recuperadas. Este hecho ocurre cuando se cierra una fábrica y es reabierta por los trabajadores, volviéndose a poner en funcionamiento a "pulmón", sin ninguna ayuda de ninguna empresa o del gobierno. Muchas fábricas se pusieron de nuevo en marcha, en numerosos casos, estas fábricas intentaron ser desalojadas por la policía. En el marco de la crisis del 2001, cerró la fábrica de baldosas Zanon. Poco más tarde, por abril de 2002 la fábrica fue ocupada por sus obreros, pese a la gran presión que ejerció la policía sobre los trabajadores que ocuparon el recinto. Pero los obreros lograron quedarse con la empresa, gracias al apoyo barrial que recibieron. En la actualidad la fábrica tiene cuatrocientos obreros. Otro caso fue cuando a mediados de 2009, la fábrica Fortunato Arrufat S.A. se transformó en Arrufat Vivise, y fue ocupada por casi treinta trabajadores desde enero de ese mismo año. La fábrica tuvo que comprar un generador de electricidad, debido a la burocracia que representaba pedirle a la empresa de electricidad que instalen un medidor. Por medio de un préstamo de veinte mil pesos (para comprar materia prima y el generador), en una semana vendieron un total de mil quinientos kilos de chocolate, y lograron cancelar su deuda.

### Efectos de la crisis mundial de 2008

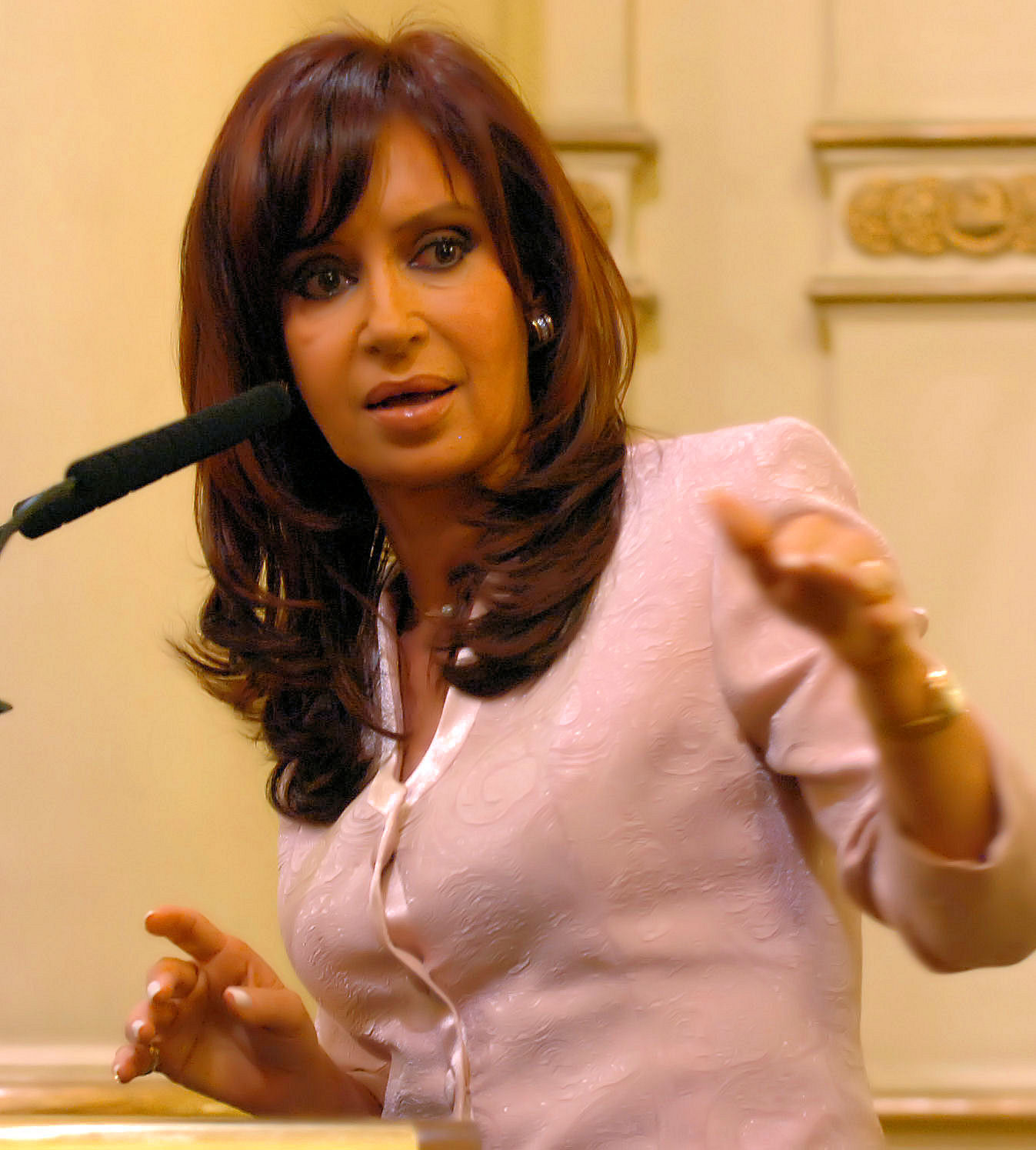
Poco después que Cristina Kirchner asumiera como presidenta de la Argentina, estalló la crisis del 2007. La crisis produjo la caída de varios tipos de producciones industriales.

En el año 2008 estalla una crisis mundial, originaria en los Estados Unidos, en la época de esta crisis la presidencia de la Nación era ejercida por Cristina Kirchner. Entre las principales causas de la crisis estuvieron los altos precios de las materias primas, la sobre-valorización del producto, una previa crisis alimentaria mundial, una elevada inflación planetaria y la amenaza de una recesión en todo el mundo, así como una crisis crediticia, hipotecaria y de confianza en los mercados.
Según los datos oficiales en 2009 el crecimiento del PBI Interno fue del 0,9 %. y la inflación, según mediciones privadas, fue del 15 %, pero según los datos oficiales fue de 7,7 %, aunque los índices del INDEC son cuestionados.

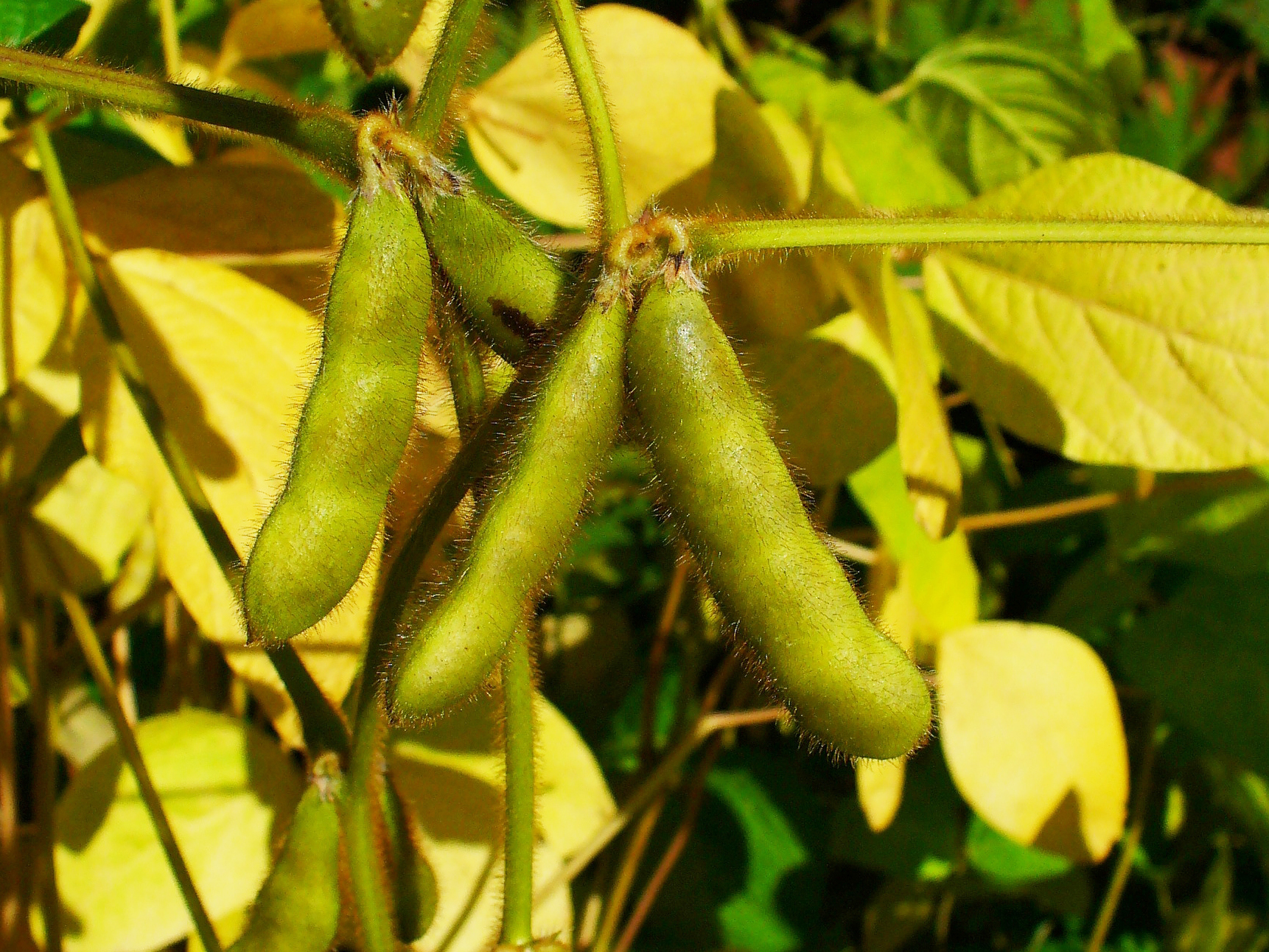
La fiebre de la soja en Argentina produjo el crecimiento de las empresas que se dedican a hacer productos derivados de ella, no obstante, también produjo el decrecimiento de otras empresas que no pudieron competir contra la rentabilidad de la soja.

### 2008 en adelante
El período 2003-2012 se destaca por el avance de la producción de vehículos, de minerales no metálicos, de los insumos de la construcción, y de metalmecánica, la industria automotriz registró en los años 1990 una baja promedio del 0.3 % anual, mientras que en la última década creció al 17 % anual. Por su parte, la metalmecánica (excepto automotriz) que cayó un 5.9 % promedio durante el período la convertibilidad (1990-2001), tuvo un incremento del 7.5 % entre 2003 y 2012. Del mismo modo, los insumos para la construcción pasaron de una suba anual promedio del 2.9 % en los años 1990 a un crecimiento del 6.9 % en el período 2003-2012. En el caso del rubro textil, se revirtió una baja promedio anual del 0.1 % en los años de la convertibilidad, y creció 3.8 % en el período citado. Otros rubros que mejoraron entre la convertibilidad y la década analizada fueron la producción de papel y cartón, que pasó de un crecimiento anual promedio del 1.8 % al 3 %; la de caucho y plástico, del 2 al 5.2 %; y la de edición e impresión, del 2.5 % al 6 %.
A través de la empresa estatal INVAP provee a otros países sistemas para reactores nucleares y tecnología para el sector aeroespacial (especialmente mediante el diseño, construcción y operación de satélites).
Las exportaciones argentinas entre 2002 y 2006 crecieron cerca del 80%.
En 2010 el sector con mayor crecimiento fue la industria automotriz, con un aumento del 48,2 %, llegándose a fabricar 724 023 unidades, la industria argentina de automotores alcanzó un nuevo récord. Además, durante el 2010 se vendieron 662 591 automóviles, lo que significó un aumentó en la venta de un 8,5 % con respecto al 2008. También fue récord la producción de calzado: en el 2010 se produjeron ciento cinco millones de pares, cuando en el 2009 se habían fabricado noventa y cinco millones, la industria textil: llegó a crecer un 9 % en 2009 y un 16 % en el 2010. Durante el año 2011 la producción automotriz llegó a 828 771 unidades, siendo el sexto país en mayor incremento de producción de vehículos motorizados.
En cambio, la industria frigorífica registró 4437 despidos en 2010, cerraron entre veinte y veinticinco plantas y veintiocho empresas por la escasez de hacienda. En 2013 el consumo interno de carne vacuna se ubicó como el segundo más elevado desde 1960. El consumo por habitante subió en mayo 7,3 % en comparación al mismo mes del año pasado. Asimismo el frigorífico Carnes Pampeanas de La Pampa cerró sus puertas y despidió a 295 empleados, porque su principal fuente de ingresos también eran las exportaciones. Hacía mayo de 2013 la producción de autos creció un 32 por ciento, mientras que las exportaciones aumentaron un 73 por ciento.
Para el año 2010 la producción industrial creció un 9.7 %, principalmente impulsada por la expansión del 40.6 % en la industria automotriz. El incremento de la venta por unidades en diciembre de 2010, favoreció el aumento del 34.4 % en la facturación, que alcanzó un total de 7 443,9 millones de pesos.
Entre 2003 y 2012 la industria farmacéutica incrementó su producción un 228 % (a un promedio anual de 14 %); mientras que el nivel de empleo creció un 45 %. Las exportaciones aumentaron 217 % (a un promedio interanual de 14 %). Durante ese período, el sector creó más de 12 mil nuevos puestos de trabajo en la industria farmacéutica.
El año 2013 marco un récord hasta ese momento en cuanto a la fabricación y patentamiento de motocicletas, con un 80% de las unidades fabricadas en Argentina.
Las divisas producidas por la venta de soja durante el segundo semestre de 2011, fueron mayores que en Brasil, pese a que la producción local sea menor. La principal diferencia entre ambas naciones radica en que el 70 % de la cosecha sojera se utiliza para hacer productos agroindustriales, como harinas y aceites.
El gobierno argentino por medio de la resolución n.º 45 fijó un freno a las importaciones de artículos electrónicos, motocicletas, productos metalúrgicos, hilados y tejidos, tornillos, bicicletas, automóviles y autopartes. Según el Gobierno, la medida se aplica en aquellas áreas donde la industria local está en condiciones de satisfacer esa demanda.
Las importaciones en el sector bicicletero se redujeron casi a la mitad entre 2011 y 2012, especialmente en la compra de cubiertas y cámaras, llantas, manubrios, masas y piñones. En 2012 se importaron 25 000 bicicletas armadas menos que al año anterior, mientras que también se redujo la compra al exterior de componentes: de 505 000 unidades en 2011 se pasó a 314 000 en 2012.
Hacia mayo de 2013 la producción de autos creció un 32%, mientras que las exportaciones aumentaron un 73%.
Durante el periodo de 2000 al 2010 las empresas extranjeras crecieron notablemente, en comparación a las nacionales. Este fenómeno se dio a través de la compra por parte de empresas extranjeras de fábricas nacionales o parte de ellas. Ejemplos fueron las ventas de Fortabat, Pérez Companc, Bulgheroni y Bemberg. Según el diario La Nación estas ventas se produjeron a causa de la dificultad para la obtención de créditos, la ausencia de un sucesor hábil en los casos de grandes empresas que habían nacido como empresas familiares o la incertidumbre respecto de la permanencia de los marcos regulatorios. Precisamente, según los índices elaborados por el banco de inversión J.P. Morgan, en enero de 2011 el riesgo país se ubicó en el nivel más bajo desde febrero de 2008. En el 2000, entre las quinientas empresas más grandes del país, existían 182 nacionales y 318 extranjeras; en el 2008, existían 162 nacionales y 338 extranjeras, según datos del INDEC. A lo largo de la década de 2000 muchas empresas de minería, aceites, cereales, y otras del sector agro, experimentaron un gran crecimiento. En cambio, las empresas metalmecánicas, petroquímicas y tecnológicas (sobre todo las privatizadas en los años 90) sufrieron una retracción.
Según una lista de las mil empresas líderes elaborado por la revista Mercado: la minera Alumbrera, subió del puesto 94 al 30; el ingenio Ledesma (productor de papel y productos derivados de la caña del azúcar) del 159 al 90; la semillera oleaginosa Moreno del 200 al 61; y Aceitera General Deheza del 43 al 12.

## Actualidad
La victoria presidencial de Mauricio Macri en 2015 trajo un nuevo modelo industrial a la Argentina. Según el nuevo gobierno, se trataría de un modelo similar al implementado por Arturo Frondizi, es decir, un crecimiento industrial producto del incremento en las inversiones extranjeras. La primera medida que repercutió en la industria fue la derogación de la Declaración Jurada Anticipada de Importación (DJAI), medida utilizada por el gobierno de Cristina Fernández de Kirchner para proteger la industria nacional.
En 2016, producto de una nueva apertura de importaciones, la alta inflación y un tipo de cambio poco competitivo, la actividad industrial con respecto al año 2015 finalizó el año con una disminución de 4,6%. En ese año, según FIEL, se registraron caídas en el sector Textiles (-0.6%), en la producción de Papel y Celulosa (-0.7%), Alimentos y Bebidas (-2.3%), Insumos Químicos y Plásticos (-2.8%) y Petróleo Procesado (-4.5%), Minerales no Metálicos (-5.5%) y Metalmecánica (-6.1%) y Cigarrillos (-11.1%).
Por su parte, la industria siderúrgica, retrocedió 14,2% interanual.
En 2017, la actividad industrial creció 1,8%, producto de un incremento de la industria metálica básica (9,2%), metalmecánica (excluida automotriz)(8,5%), productos minerales no metálicos (6,2%), automotriz (5,4%), caucho y plástico (1,5%), entre otros. Por su parte, otras industrias siguieron en contracción, como la textil (-6,7%), tabaco (-4,7%), alimentos (-1,4%), entre otras.
A lo largo del año 2018 la actividad industrial presentó caídas sucesivas, debido a la retracción del consumo interno, las altas tasas de interés y la devaluación. Finalizado el año, presentó una reducción del 3.4% según la Unión Industrial Argentina, y del 5% según el Instituto Nacional de Estadística y Censos, con lo cual el sector mostró volúmenes similares a los del año 2009. La caída de la actividad industrial duplicó la retracción de la economía en su conjunto. 

Algunas industrias, como las vinculadas a la producción de alimentos y bebidas, tuvieron una reducción menos acentuada debido al carácter de bien de primera necesidad de gran parte de sus productos. Los sectores que dependen fuertemente del consumo interno fueron los más afectados. Tal es el caso del sector textil, que tuvo una caída interanual del 10.7% o la producción de automóviles, que se redujo un 16,4%. José Urtubey, dirigente de la Unión Industrial Argentina, señaló que "...las altas tasas de financiamiento, la presión tributaria y la destrucción del mercado interno" como las causas inmediatas de la retracción del sector.
En 2019 la industria tuvo una nueva caída, con una evolución negativa interanual del 6.3%, según informó la Unión Industrial Argentina, porcentaje casi equivalente al 6.4% informado por el Instituto Nacional de Estadística y Censos. Los mayores índices negativos se mostraron en el sector de la fabricación de motocicletas y otros vehículos de transporte (-36,9 %), la industria automotriz (-22,2 %) y la de maquinaria y equipos (-14,6 %). A fin del período, la capacidad industrial instalada ociosa era del 40.6%.
La política industrial llevada a cabo por el gobierno de Mauricio Macri tuvo como resultado la caída de la mayoría de los rubros del sector, con la consecuente pérdida de puestos de trabajo.